# Bures-sur-Yvette
Pour les articles homonymes, voir Bure.
 (septembre 2024).
Bures-sur-Yvette (prononcé [byʁ sʏʁ ivɛt̪] ) est une commune française située à vingt-trois kilomètres au sud-ouest de Paris dans le département de l’Essonne en région Île-de-France.
Bures et ses dépendances furent le domaine de personnages illustres, du croisé Guillaume Ier de Bures à la favorite de François Ier, Anne de Pisseleu. Situé sur le passage de la route de Chartres, le village se modernisa avec l’arrivée au XIXe siècle de la ligne de Sceaux puis de la ligne Paris-Chartres par Gallardon au XXe siècle. Bures-sur-Yvette est aujourd’hui une commune logée aux portes de la verdoyante vallée de Chevreuse, célèbre dans le monde de la recherche scientifique pour accueillir sur son territoire le laboratoire apicole de l’Institut national de la recherche agronomique, l’Institut des hautes études scientifiques, l’institut d’optométrie et une partie du campus de l’université Paris-Sud 11. Elle se trouve au cœur du pôle scientifique et technologique Paris-Saclay. Elle est aussi connue dans le département pour avoir, comme sa voisine Orsay, donné naissance en 1977 à la plus jeune commune du département, Les Ulis.
Ses habitants sont appelés les Buressois.

## Géographie

### Situation
Bures-sur-Yvette est située en Île-de-France, au nord-ouest du département de l’Essonne, dans ce qui était autrefois la région naturelle du Hurepoix.
Elle occupe un territoire de quatre-cent-dix-sept hectares entre la rive gauche de la rivière l’Yvette et le plateau de Courtabœuf au sud, territoire ayant approximativement la forme d’un croissant long de trois kilomètres sept-cents mètres et large de deux kilomètres cinq-cents mètres.

### Communes limitrophes
La commune de Bures-sur-Yvette est entourée de l’ouest au nord par Gif-sur-Yvette qui occupe les deux versants de la vallée et dont elle est en partie séparée par la forêt communale de Gif et le bois de la Guyonnerie, au nord-est et à l’est se trouve le chef-lieu du canton, Orsay qui a donné son nom à l’université Paris-Sud. Au sud-est, la commune récente des Ulis occupe les terrains au-delà de la route départementale 988 qui appartenaient avant 1977 à Bures-sur-Yvette, qui avait alors une large frontière avec le village de Saint-Jean-de-Beauregard, frontière inexistante aujourd’hui. Au sud et au sud-ouest, toujours sur le plateau de Courtabœuf se trouve le village de Gometz-le-Châtel.
| Gif-sur-Yvette   |                  |       |
|                  | Bures-sur-Yvette | Orsay |
| Gometz-le-Châtel | Les Ulis         |       |

### Hydrographie
Les rives de la rivière l’Yvette sont eux aussi relativement préservés, ils sont par ailleurs complétés par le vaste bassin de Gif-Bures (partagé avec la commune de Gif-sur-Yvette) de retenue des crues et par deux ruisseaux, le Vaularon et celui d’Angoulême. Ces deux ruisseaux coulent depuis le plateau de Courtabœuf, point culminant de la commune à cent-soixante-trois mètres d’altitude, tandis que le lit de la rivière marque le point le plus bas à cinquante-six mètres.

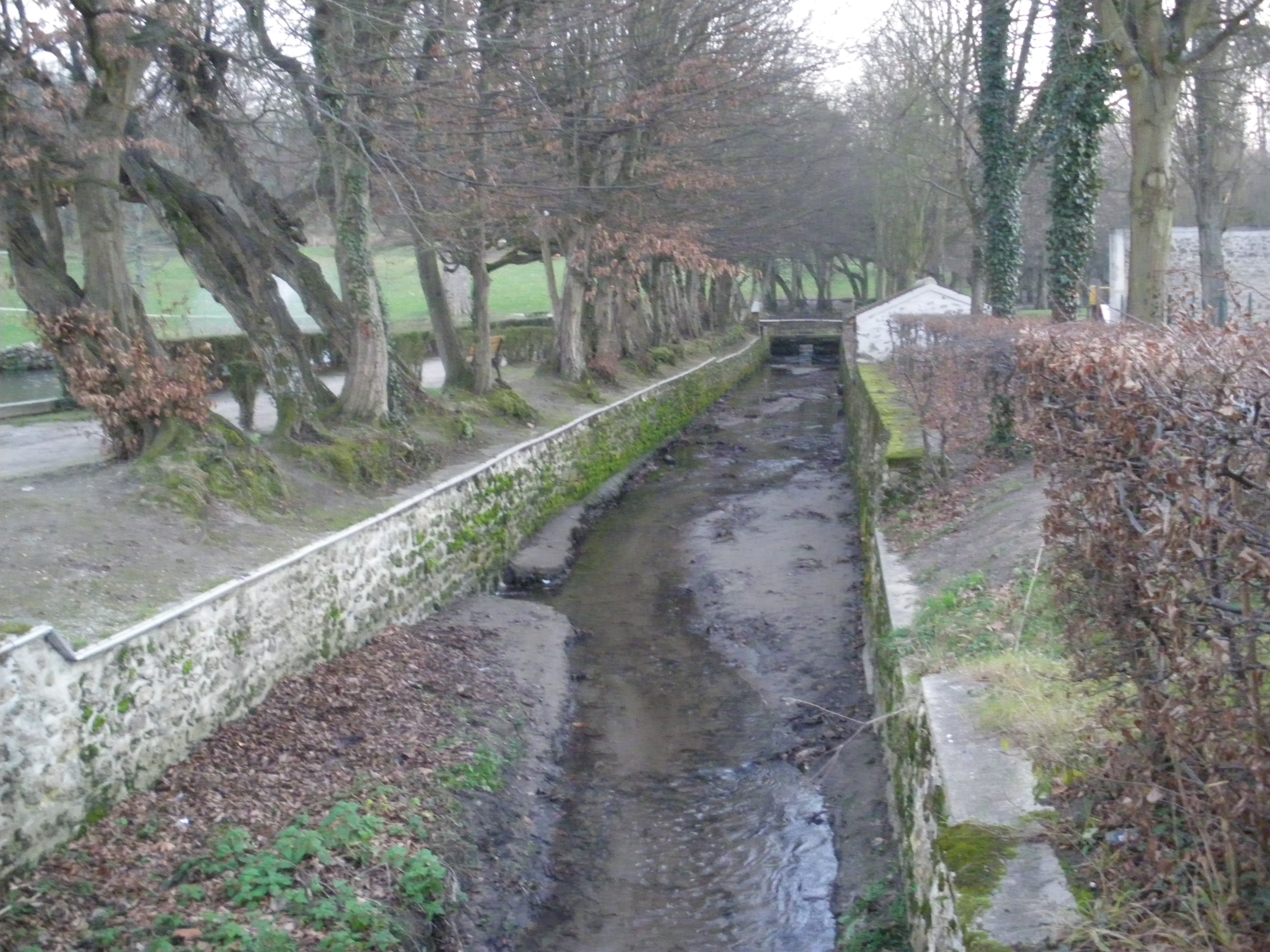
Le Vaularon dans le parc de la Grande Maison.
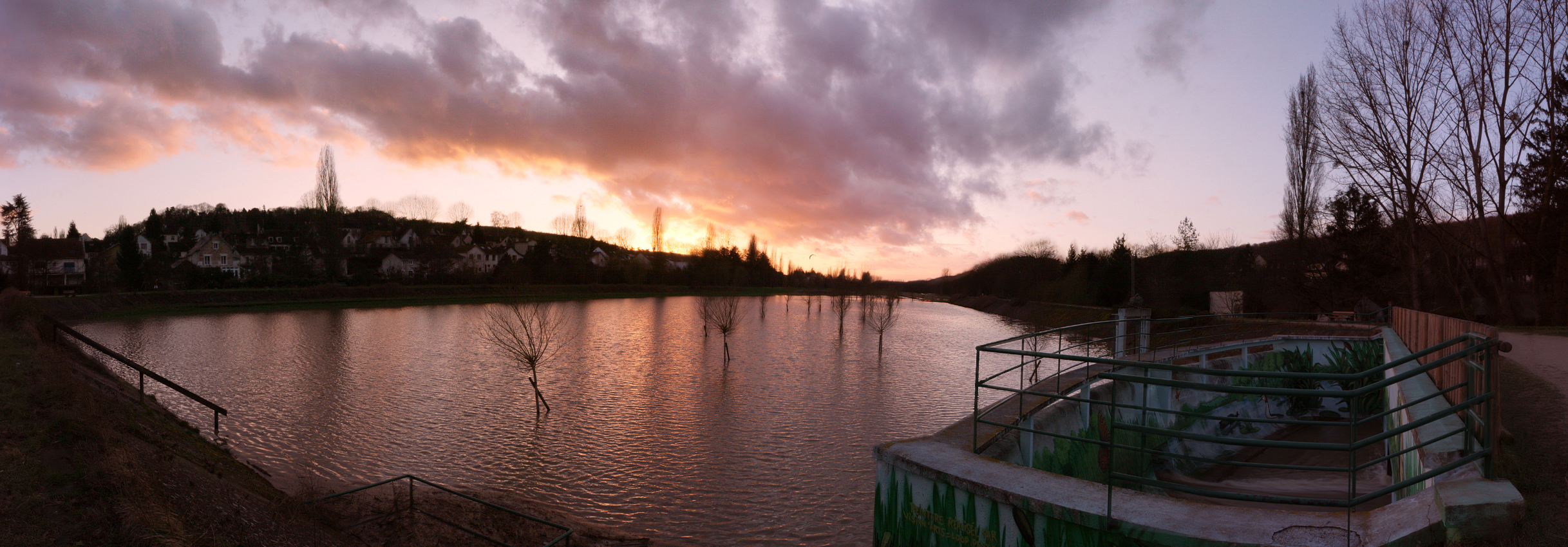
Le bassin de retenue de Bures-sur-Yvette en hiver.

### Relief et géologie

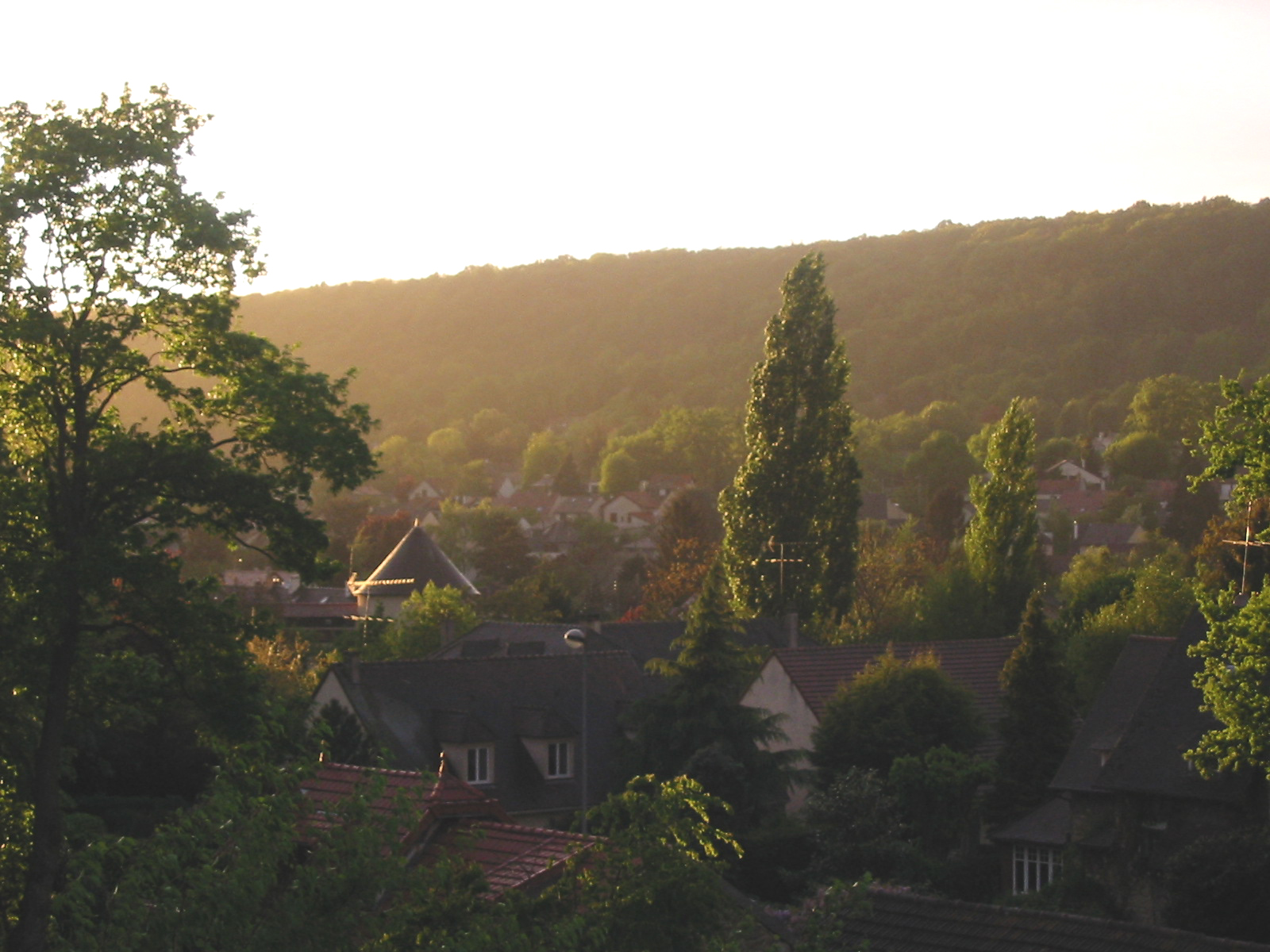
Bures-sur-Yvette au cœur de la vallée de Chevreuse.

Bures-sur-Yvette est implantée entre le creux de la vallée de l’Yvette et le plateau de Courtabœuf, le territoire s’étage entre une altitude de cinquante-six mètres sur les rives de la rivière et cent-soixante-trois mètres à la frontière entre Les Ulis, Saint-Jean-de-Beauregard et Gometz-le-Châtel, où le ruisseau d’Angoulême prend sa source. Au nord, le territoire s’élève relativement rapidement, il n’y a ainsi que cinq-cents mètres entre le point bas de la rivière et l’altitude de cent mètres dans le bois de la Guyonnerie, frontière avec Gif-sur-Yvette et contrefort du plateau de Saclay. Le centre-ville est lui aussi implanté sur un terrain pentu, il n’y a que quatre-cents mètres entre l’altitude la plus basse de la rivière et la barre des cent mètres au niveau de la route de Chartres, configuration équivalente au quartier de la Hacquinière, séparé par le vallon du Vaularon.
Comme l’ensemble de l’Île-de-France, le terrain est constitué de couches successives caractéristiques du Bassin parisien, sur les hauteurs, les sables de Fontainebleau et de la meulière, puis des couches de marne mêlées de gypse, du calcaire et enfin de l’argile, ces strates étant mises à nu dans la vallée par l’érosion de la rivière.

### Climat
Pour des articles plus généraux, voir Climat de l'Île-de-France et Climat de l'Essonne.
En 2010, le climat de la commune est de type climat océanique dégradé des plaines du Centre et du Nord, selon une étude du CNRS s'appuyant sur une série de données couvrant la période 1971-2000. En 2020, Météo-France publie une typologie des climats de la France métropolitaine dans laquelle la commune est exposée à un climat océanique altéré et est dans la région climatique  Sud-ouest du bassin Parisien, caractérisée par une faible pluviométrie, notamment au printemps (120 à 150 mm) et un hiver froid (3,5 °C). 
Pour la période 1971-2000, la température annuelle moyenne est de 11,4 °C, avec une amplitude thermique annuelle de 15,2 °C. Le cumul annuel moyen de précipitations est de 662 mm, avec 10,7 jours de précipitations en janvier et 7,9 jours en juillet. Pour la période 1991-2020, la température moyenne annuelle observée sur la station météorologique la plus proche, située sur la commune de Gometz-le-Châtel à 3 km à vol d'oiseau, est de 11,3 °C et le cumul annuel moyen de précipitations est de 734,7 mm,. Pour l'avenir, les paramètres climatiques de la commune estimés pour 2050 selon différents scénarios d'émission de gaz à effet de serre sont consultables sur un site dédié publié par Météo-France en novembre 2022.
| Mois                                  | jan.             | fév.             | mars            | avril           | mai           | juin           | jui.           | août           | sep.           | oct.            | nov.          | déc.             | année      |
| ------------------------------------- | ---------------- | ---------------- | --------------- | --------------- | ------------- | -------------- | -------------- | -------------- | -------------- | --------------- | ------------- | ---------------- | ---------- |
| Température minimale moyenne (°C)     | 1,5              | 1,3              | 3,4             | 5,3             | 8,6           | 11,6           | 13,4           | 13,2           | 10,4           | 7,9             | 4,4           | 2                | 6,9        |
| Température moyenne (°C)              | 4,1              | 4,6              | 7,7             | 10,5            | 13,9          | 17,1           | 19,3           | 19,2           | 15,8           | 11,9            | 7,4           | 4,5              | 11,3       |
| Température maximale moyenne (°C)     | 6,7              | 7,9              | 11,9            | 15,6            | 19,2          | 22,6           | 25,2           | 25,2           | 21,1           | 15,9            | 10,3          | 7,1              | 15,7       |
| Record de froid (°C) date du record   | −19,2 17.01.1985 | −12,8 07.02.1991 | −9,9 07.03.1971 | −4,5 12.04.1986 | −1 03.05.1967 | 0,8 05.06.1991 | 4,2 04.07.1984 | 4,1 31.08.1986 | 0,7 17.09.1971 | −4,9 30.10.1985 | −9 24.11.1998 | −13,5 29.12.1964 | −19,2 1985 |
| Record de chaleur (°C) date du record | 15,3 27.01.03    | 21,1 27.02.19    | 25,8 31.03.21   | 28,1 25.04.07   | 31,2 27.05.05 | 37,8 18.06.22  | 42,8 25.07.19  | 40 12.08.03    | 36,4 09.09.23  | 29,3 02.10.23   | 21 07.11.15   | 16,8 07.12.00    | 42,8 2019  |
| Précipitations (mm)                   | 59,9             | 53,7             | 53,5            | 51,9            | 73,1          | 60,7           | 60,8           | 59,9           | 52,6           | 64,9            | 67,1          | 76,6             | 734,7      |

### Voies de communication et transports

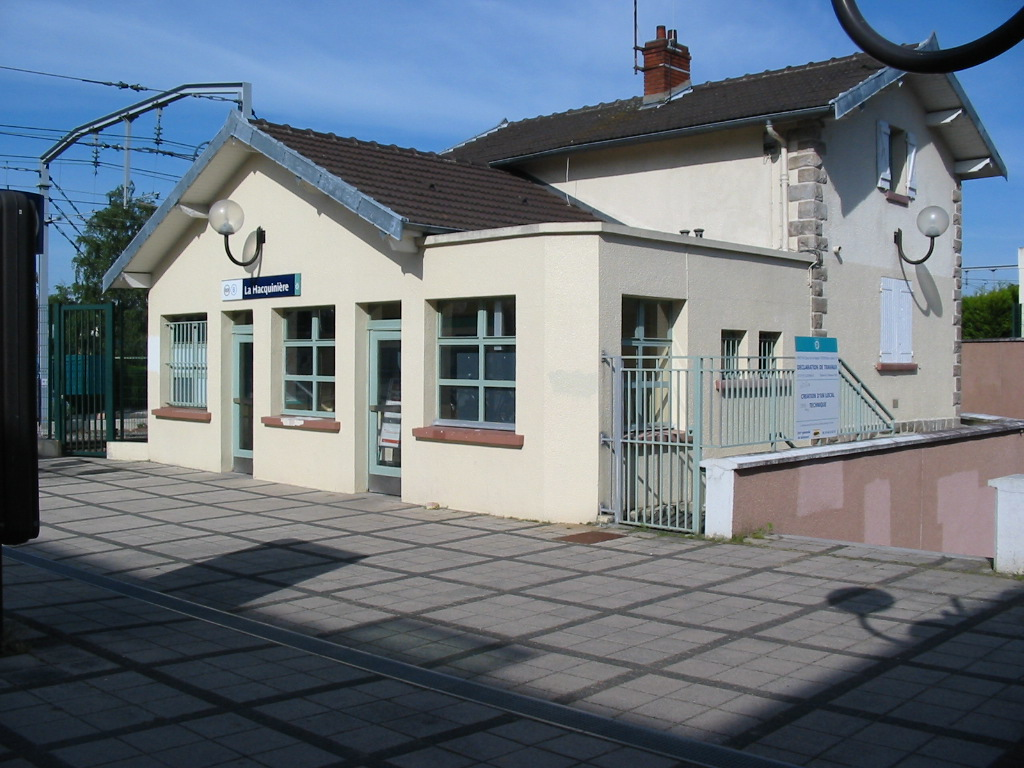
La gare de la Hacquinière.

Comme de nombreuses commune au cœur d’une vallée, Bures-sur-Yvette est traversée par des axes de transports importants, ici la ligne de Sceaux utilisée par la ligne B du RER d'Île-de-France, la route départementale 988 correspondant à l’ancienne route de Chartres et la route départementale 95 qui la prolonge dans la vallée jusqu’à Châteaufort dans les Yvelines. Exclusivement résidentielle, la commune est divisée en plusieurs quartiers, dont les résidences universitaires avec neuf-cents logements, la Guyonnerie au nord, la Hacquinière à l’ouest et Montjay au sud, eux-mêmes séparés en résidences collectives ou pavillonnaires.
La vallée de l’Yvette a très tôt accueilli d’importantes voies de communication. Il en subsistent aujourd’hui la route départementale 988, l’ancienne route de Chartres qui passe aujourd’hui à l’extrême sud de la commune et remonte vers Gometz-le-Châtel, complétée ensuite par la route départementale 95 qui poursuit le trajet dans la vallée jusqu’à Châteaufort.
Passe aussi dans la vallée l’ancienne ligne de Sceaux, aujourd’hui empruntée par la ligne B du RER d'Île-de-France, la commune dispose ainsi de deux stations sur cette ligne, la gare de Bures-sur-Yvette en centre-ville et la gare de la Hacquinière dans les nouveaux quartiers résidentiels.
S’ajoutent à ces accès routiers et ferroviaires plusieurs lignes d’autobus. La ligne Noctilien N122 assure la continuité de service la nuit avec le RER B avec cependant une seule station à l'entrée de l'Université Paris-Sud.
S’ajoutent plusieurs lignes du réseau de bus Paris-Saclay avec la ligne 20 qui relie les différents quartiers entre la Guyonnerie et la Hacquinière par la gare de Bures-sur-Yvette, la ligne 3 qui passe par Montjay depuis la gare d'Orsay - Ville et vers le centre commercial Ulis 2, la ligne 4 entre la gare de Bures-sur-Yvette et Les Ulis, la ligne 5 qui passe par le Grand-Mesnil depuis la gare d'Orsay pour atteindre le centre commercial Ulis 2. Il existe aussi celles du réseau de bus Centre et Sud Yvelines, la ligne 39.05 - 39.15 entre Orsay et Angervilliers et la ligne 39.07 entre Orsay et Saint-Arnoult-en-Yvelines.
La commune est enfin implantée à quinze kilomètres au sud-ouest de l’aéroport Paris-Orly, à quarante-cinq kilomètres au sud-ouest de l’aéroport Paris-Charles-de-Gaulle, l’aviation d'affaires est pour sa part orientée vers l’aéroport de Toussus-le-Noble à sept kilomètres au nord-ouest sur le plateau de Saclay.

### Lieux-dits, écarts et quartiers
La commune est aujourd’hui divisée en plusieurs quartiers. Le centre-ville, centre historique, se trouve à l’est du territoire, entre la rivière et l’ancienne route de Chartres, traversé par la ligne de Sceaux. Il est lui-même divisé entre la Croix de Bures, Bures Cottage, le Grand-Mesnil et le lieu-dit Bois-Marie. L’autre gare a pris le nom du quartier pavillonnaire de la Hacquinière, partagé avec la commune voisine de Gif-sur-Yvette à l’ouest, qui regroupe les résidences des Tilleuls, de Bures-Royaume, de la Roseraie, de Paris-Chevreuse et des Grands-Prés. Il est prolongé vers le sud par le quartier de Montjay correspondant à l’ancien lieu-dit, qui se poursuit sur la ville nouvelle voisine des Ulis, qui jusqu’en 1977 était elle aussi un quartier commun à Bures-sur-Yvette et Orsay. À proximité des Ulis et de Gometz-le-Châtel se trouve aussi le quartier pavillonnaire des Hauts de Bures, qui a été construit sur des terrains agricoles expropriés par la SAMBOE (société d'économie mixte d'aménagement de BURES ORSAY ETAMPES). Ce quartier est parfois appelé le quartier des 4-Coins, sur le plateau de Courtabœuf, qui faisait auparavant partie de la zone à urbaniser en priorité (ZUP) et qui accueille en partie le lycée de l’Essouriau. À l’est, à la limite avec Orsay se trouve aussi le quartier de la Petite Corse, et au nord, au-delà de la rivière, les quartiers de la Guyonnerie, du Parc et Léopold Gardey, du Haras, du Vieux-Parc, de la Févrie et du Bas-Moulon à la frontière avec Gif-sur-Yvette. Les résidences universitaires de la faculté d’Orsay constituent elles aussi une sorte de quartier à part dans la commune, avec les six-cents chambres de la résidence de Bures et les trois-cents studios de la résidence de l’Île, toutes deux gérées par le Crous de Versailles. Plusieurs lieux-dits ont conservé des appellations pittoresques, la Truie Pendue à proximité de Gometz-le-Châtel, la Justice, les Coudrées, l’Abreuvoir et les Sablonnières dans le bois de la Garenne à Montjay, le Fond-Garant en contrebas des Ulis. 

## Urbanisme

### Typologie
Au 1er janvier 2024, Bures-sur-Yvette est catégorisée grand centre urbain, selon la nouvelle grille communale de densité à sept niveaux définie par l'Insee en 2022.
Elle appartient à l'unité urbaine de Paris, une agglomération inter-départementale regroupant 407  communes, dont elle est une commune de la banlieue,,. Par ailleurs la commune fait partie de l'aire d'attraction de Paris, dont elle est une commune du pôle principal,. Cette aire regroupe 1 929 communes,.

### Occupation des solssimplifiée
Près de 70 % de l’espace communal est aujourd’hui urbanisé, dont seulement 13 % de libre, les 30 % restant, classés comme espaces ruraux constituent en fait une succession de terrains boisés avec le bois de la Guyonnerie au nord, le bois Marie au sud-est, le bois de la Garenne au sud et le vaste bois de la Hacquinière, commun avec Gif-sur-Yvette.
Le territoire de la commune se compose en 2017 de 26,37 % d'espaces agricoles, forestiers et naturels, 14,88 % d'espaces ouverts artificialisés et 58,74 % d'espaces construits artificialisés.

## Toponymie
Le nom de la localité est attesté sous les formes Bures vers 1205, E. de Buris au XIVe siècle, Buriae.

La première illustration du titre « de Bures » remonte au XIIe siècle avec l’histoire de Guillaume Ier de Bures et Godefroy de Bures lors de la Deuxième Croisade.

La première mention certaine du lieu, Bures, date de 1205 avec la construction de l’église dédiée à saint Matthieu et marquant la réunion de cabanes rustiques, de bûr en haut-allemand puis buron en ancien français signifiant « cabane » ou « maison ».
La commune créée en 1793 prit le nom de Bures, mais la graphie Bure apparut dans le Bulletin des lois en 1801. Le déterminant complémentaire Yvette, du nom de la rivière, fut ajoutée en 1927, donnant Bures-sur-Yvette[réf. nécessaire].
La diversité des villes portant le nom de Bures dans le monde et particulièrement en Europe, est à l’origine d’une manifestation festive et amicale appelée « Europa Bures », qui regroupe de nombreuses communes portant ce même nom, à l’initiative d’une association belge. Bures-sur-Yvette a été hôte de la manifestation en 1999.

## Histoire
L’histoire de la commune de Bures-sur-Yvette nous est parvenue principalement grâce à Jules Lair, avocat à la cour d’appel de Paris et membre de l’Institut de France, qui publia en 1876 l’Histoire de la Seigneurie de Bures. Ses recherches ont été reprises et poursuivies en 1994 dans une œuvre collective, Bures-sur-Yvette, La mémoire d’une ville.

### Le territoire de Bures
La première mention du nom de Bures remonterait au XIIe siècle. Le croisé Guillaume Ier de Bures et son frère Godefroy, originaires du territoire formant la ville actuelle, participèrent en 1119 à un raid en terre musulmane. Guillaume devint prince de Galilée et de Tibérias, le plus ancien fief du royaume de Jérusalem, puis vice-roi de Jérusalem durant la captivité de Baudouin II. Guillaume et Godefroy laisseront traces de leurs armoiries dans les armes créées en 1943 et le logo actuels de la ville de Bures. La commune est mentionnée de façon certaine en 1205 à l’occasion de la construction de l’église Saint-Matthieu.

### Édification d’un village

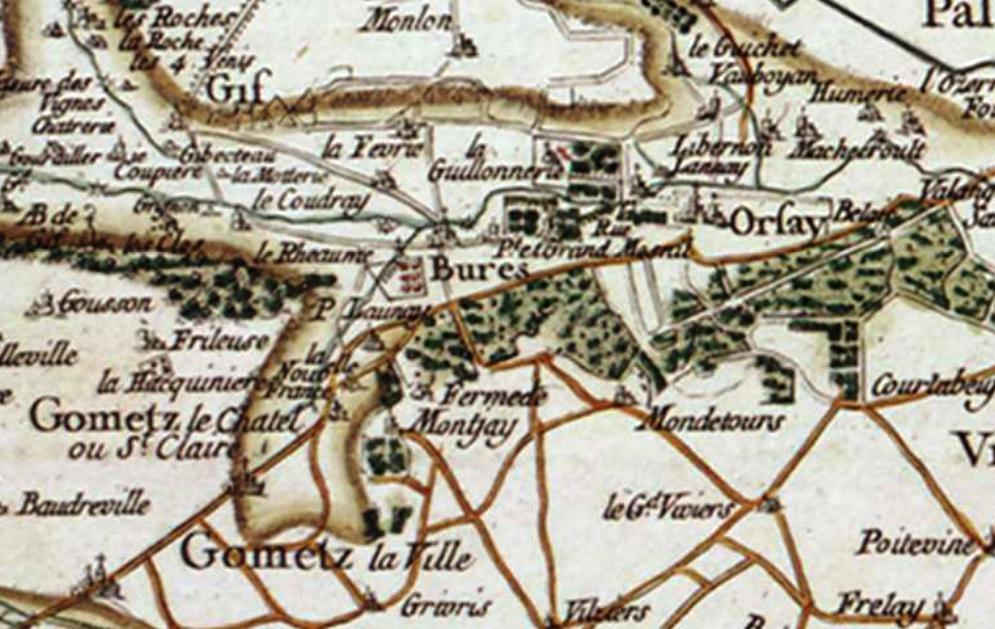
Carte de la région de Bures par Cassini.

L’étymologie du mot « Bures » laisserait penser que le village s’est développé à partir d’un habitat rustique préexistant. Bures n’apparut comme paroisse qu’au début du XIIIe siècle. La présence d’un monastère désaffecté lors d’un acte de vente de 1402 semble confirmer le rôle de l’Église dans l’édification du village. Cette même année fut mentionnée la présence d’un château féodal sur la rive de l’Yvette. Le développement du village peut également être lié à l’accroissement du trafic sur la route de Chartres par Palaiseau, Orsay et Saint-Clair. Comme tous les villages de la région, il subit successivement la guerre de Cent Ans, notamment avec le passage d’Édouard de Woodstock, la Peste noire et la Fronde.
En 1504, l’église Saint-Matthieu fut agrandie d’une chapelle. En 1630, un château fut édifié au Grand-Mesnil. Il fut racheté en 1734 par Pierre Fauchard. En 1676, le château féodal devint le château Gaillard, il avait été la propriété de la favorite Anne de Pisseleu puis du ministre de la Marine Antoine Louis Rouillé qui le fit raser en 1760. En 1763 fut hissée au sommet du clocher de l’église la croix en fer forgé après la mise en place en 1756 de la cloche Marie-Louise. En 1788, une première assemblée municipale se déroula au Grand-Mesnil. La commune française créée en 1793 prit le nom de Bures.

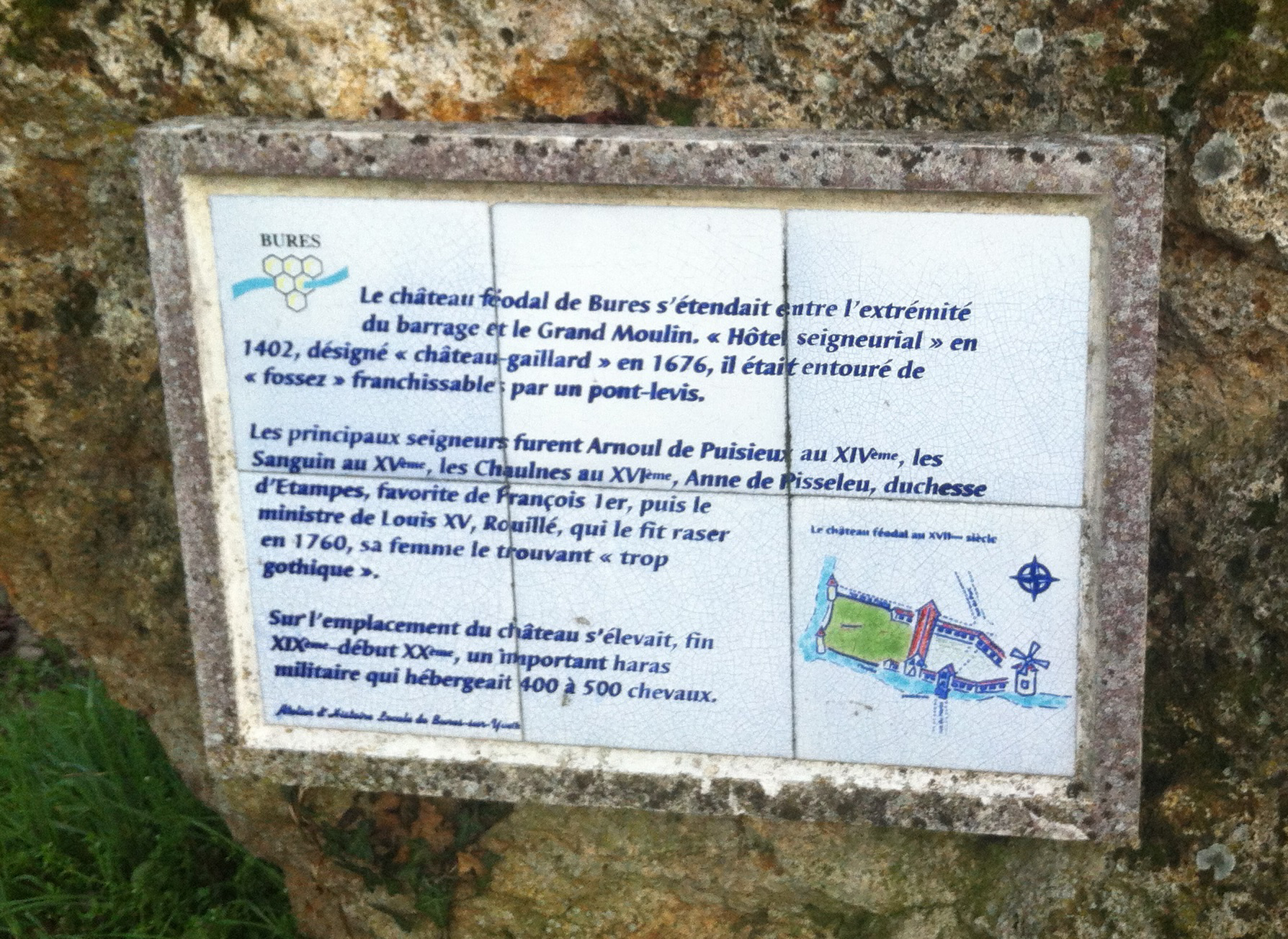
Plaque explicative portant sur l'ancien château féodal de Bures-sur-Yvette aujourd’hui disparu.
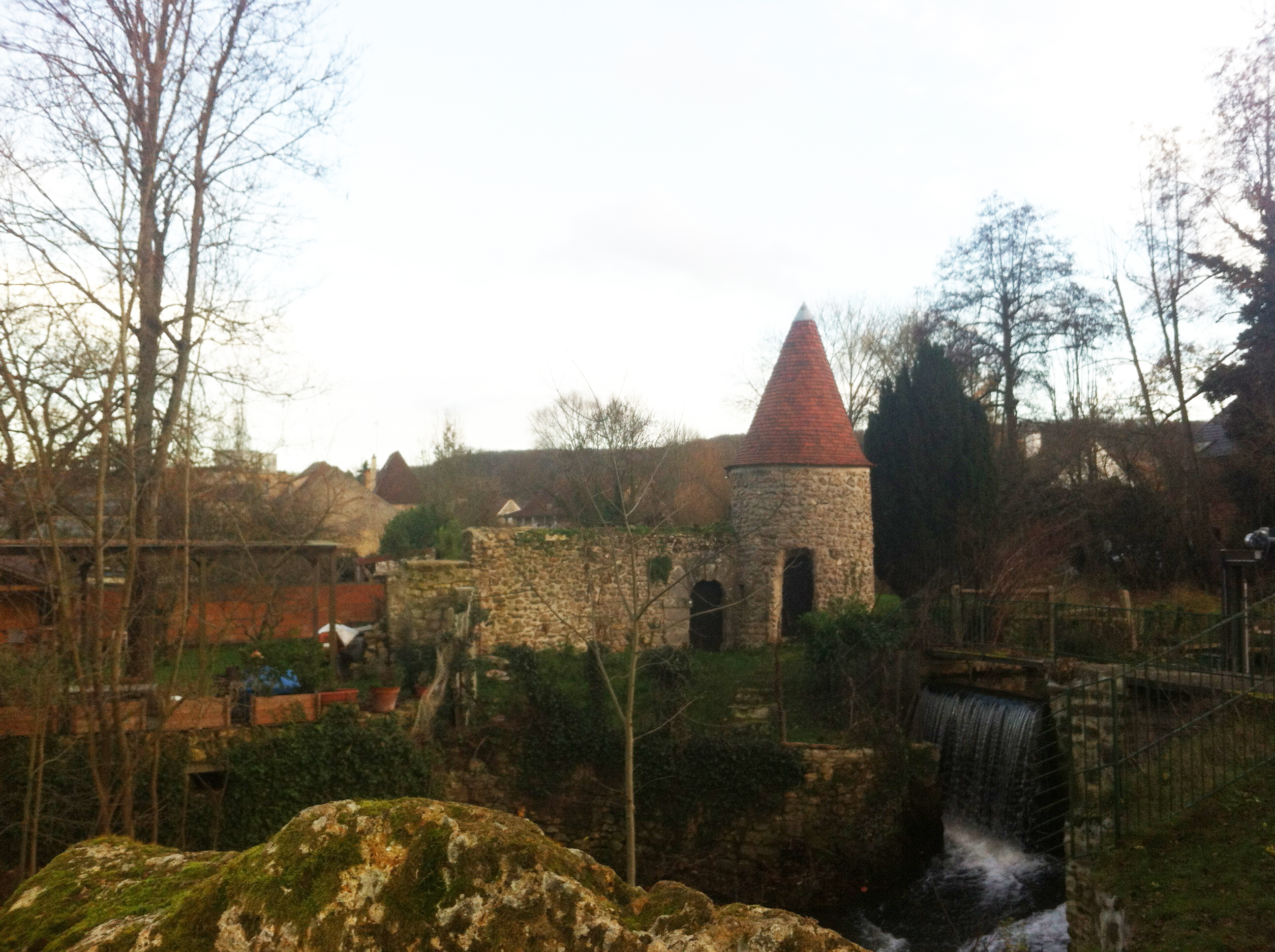
L'une des deux tours restantes de l'ancien château féodal de Bures-sur-Yvette (sud, réhabilitée)
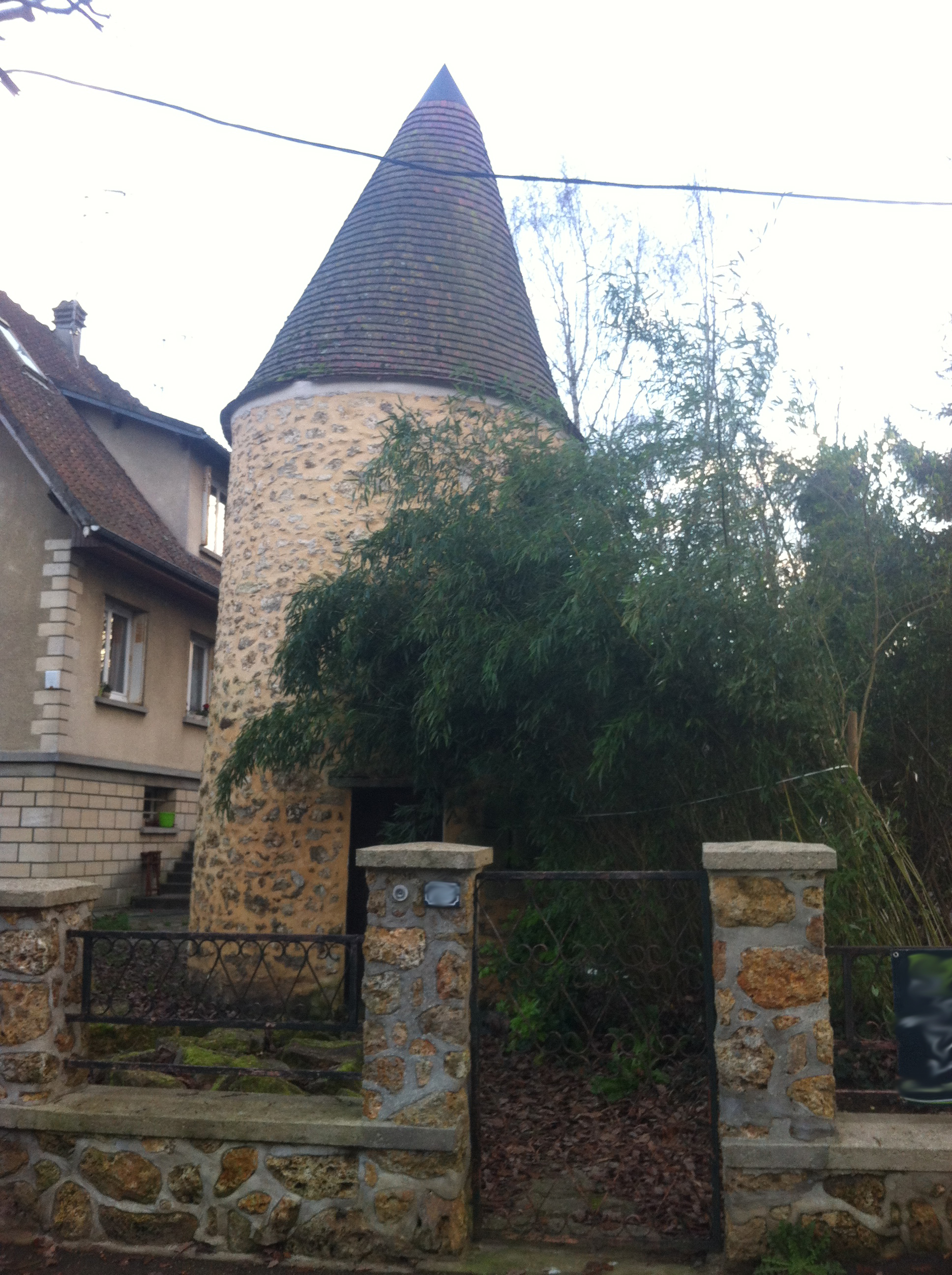
L'une des deux tours restantes de l'ancien château féodal de Bures-sur-Yvette (nord, réhabilitée)

### Modernisation du village

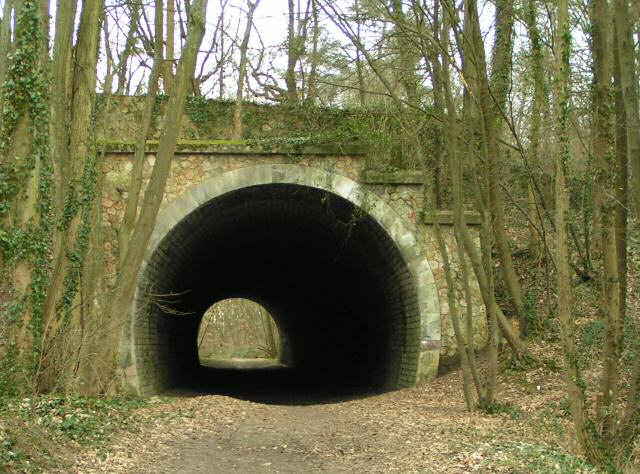
Le tunnel de Montjay sur la ligne Paris-Chartres.

En 1868 fut édifié un moulin à eau à la Guyonnerie. En 1891, la ligne de Sceaux prolongée en 1867, permit l’édification de la gare de Bures-sur-Yvette permettant l’acheminement des marchandises vers la capitale et la venue de nouveaux résidents. En 1957, elle fut complétée par la gare de La Hacquinière. En 1899 fut édifiée la première école publique et la mairie. En 1905, l’un de ces parisiens, Charles Comar, acquit le domaine du Bois Marie pour y installer une demeure bourgeoise. En 1931, sa propriété fut traversée par l’éphémère ligne Paris-Chartres par Gallardon, raccordée au viaduc des Fauvettes construit en 1907. En 1917 fut créé par Gérard Norbert Roosen l’Institut d’optométrie. En 1927, la commune adjoint à son nom la mention de la rivière traversant son territoire, devenant Bures-sur-Yvette.
Le 15 juin 1944, la commune subit de lourds dégâts lors du bombardement par les Alliés de la ligne ferroviaire Paris - Chartres. En 1946, le jeune Institut national de la recherche agronomique acheta l’ancienne propriété Jules Lair pour y installer son centre de recherche apicole.
En 1954 s’installa au Grand-Mesnil un hospice, propriété qui fut ensuite transféré en 1973 au centre hospitalier d’Orsay pour devenir un hôpital psychiatrique. En 1953 fut construite la nouvelle mairie puis en 1964 l’agence postale. En 1962, Léon Motchane installa dans la commune l’Institut des hautes études scientifiques qu’il venait de fonder. En 1965 fut édifiée la MJC de la vallée de Chevreuse qui devint le centre culturel Marcel-Pagnol. En 1971 fut entreprise une opération de rénovation de l’église paroissiale et l’implantation de l’Université Paris-Sud 11 sur une large part du territoire municipal. En 1982, la commune acquit la Grande-Maison pour en faire un parc public, un centre de loisirs et des salles de réception.

### La création de la ville des Ulis

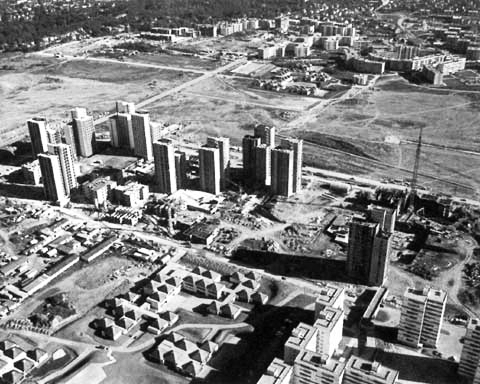
Les Ulis en chantier.

Le 30 novembre 1960, un arrêté ministériel a prévu la création d’une zone à urbaniser en priorité (ZUP) de dix-mille logements sur une surface initiale de deux-cent-soixante-cinq hectares à cheval sur les communes de Bures-sur-Yvette et Orsay. Les autorités comptaient ainsi faire face à l’augmentation de la demande de logements engendrée par le développement de la vallée de Chevreuse. Un conseil de district de huit délégués choisis dans les conseils municipaux des communes de Bures-sur-Yvette et d’Orsay administrait la zone, qui ressemblait alors à un chantier immense. La création des Ulis a un prix : l'expropriation de tous les cultivateurs qui perdent alors leur outil de travail, sans autre forme de procès ; Le devenir de la zone soulevait à la fin des années 1960 et au début des années 1970 un certain nombre de questions : la ZUP doit-elle continuer à être une excroissance de Bures-sur-Yvette et d’Orsay ou doit-elle trouver son indépendance ? En 1971, il était question d’opérer une fusion entre Bures-sur-Yvette et Orsay, englobant donc la ZUP dans ce nouvel ensemble communal. La question fut finalement posée aux habitants sous une forme de référendum le 14 mars 1976. Les Buressois et les Orcéens votèrent respectivement à 52,88 % et 50,28 % pour la création d’une nouvelle commune, tandis que les Ulissiens votaient majoritairement pour la fusion. Les deux conseils municipaux votèrent également de leur côté en faveur de la création d’une nouvelle commune (22 élus sur 33). Le 17 février 1977, le préfet de l’Essonne, Paul Cousserand, signa l’arrêté portant sur la création de la commune des Ulis. À l’occasion, Bures-sur-Yvette perdit un tiers de sa surface et 60 % de sa population.

## Politique et administration

### Politique locale
La commune de Bures-sur-Yvette est rattachée au canton de Gif-sur-Yvette, représenté par les conseillers départementaux Michel Bournat (DVD) et Laure Darcos SL, à l'arrondissement de Palaiseau et rattaché à la cinquième circonscription de l'Essonne représentée par le député Paul Midy (Renaissance). Le maire actuel est Jean-François Vigier (UDI), il préside le conseil municipal constitué de vingt-neuf élus dont vingt-trois pour la majorité divers droite et six pour l’opposition SE, il est assisté par huit adjoints. La commune a en outre mis en place en 2007 trois conseils de quartier pour les quartiers Montjay - 4 Coins, Léopold Gardey et Centre-ville - Guyonnerie - Parc, supprimés dès 2008 par l’actuelle majorité. L’Insee attribue à la commune le code 91 3 21 122 et la Poste le code postal 91440. La commune de Bures-sur-Yvette est enregistrée au répertoire des entreprises sous le code SIREN 219 101 227. Son activité est enregistrée sous le code APE 8411Z.
En 2009, la commune disposait d’un budget de 11 303 000 € dont 9 749 000 € de fonctionnement et 1 554 000 € d’investissement, 57,29 % des recettes étant assurées par les impôts locaux, la commune était endettée à hauteur de 6 647 000 €. Cette même année, les taux de taxes étaient fixés à 14,50 % pour la taxe d'habitation, 22,53 % et 51,56 % pour la taxe foncière sur le bâti et le non bâti et 16,50 % pour la taxe professionnelle fixée par l’intercommunalité. En 2009, sur les trois-mille-neuf-cent-dix-huit logements implantés sur la commune, cinq cent soixante-et-onze étaient des HLM, soit 15 % du parc communal, la commune ne respectant ainsi pas les préconisations de la loi relative à la solidarité et au renouvellement urbains.

### Intercommunalité
La commune adhérait jusqu'au 1er janvier 2016 à la communauté d'agglomération du plateau de Saclay qui rassemblait dix communes et depuis cette date à la communauté d'agglomération Paris-Saclay qui regroupe 27 communes et dont les compétences comprennent le développement économique et l’aménagement du territoire. La commune adhère également au Syndicat intercommunale d’aménagement hydrologique de la vallée de l’Yvette (Siahvy) pour l’aménagement de la vallée de l’Yvette, au Syndicat intercommunal pour l’enfance inadaptée (Siei) pour la prévention de la délinquance et l’éducation, au Syndicat intercommunal pour l’aménagement de la coulée verte de l’Yvette (Sicovy), à l’office de tourisme de la vallée de Chevreuse, au Syndicat intercommunale d’ordures ménagères (Siom) pour le traitement des ordures ménagères. En 2010 la commune adhéra au syndicat mixte Paris Métropole. Elle a mis en place un centre communal d'action sociale et une caisse des écoles.

### Liste des maires
Quarante-quatre maires se sont succédé à la tête de la commune depuis l’élection du premier en 1790 :

### Tendances et résultats politiques
L’analyse des derniers résultats aux scrutins nationaux et locaux tend à montrer une certaine tendance au vote de gauche à Bures-sur-Yvette. La commune a ainsi été dirigée par des équipes socialistes ou divers gauche depuis 1977. En 2001, c’est ainsi le candidat divers gauche qui remporta l’élection grâce à une triangulaire favorable face à deux candidats divers droite. L’année 2004 fut aussi marquée par trois nettes victoires de la gauche buressoise avec la large victoire du candidat socialiste aux élections cantonales face à la sortante de droite avec dix-sept points d’écart, chiffre encore supérieur à celui d’Orsay, écart équivalent à celui obtenu par le candidat socialiste Jean-Paul Huchon lors de l’élection régionale, résultat très supérieur à celui du département (51,31 %) et de la région (49,16 %), et la très nette victoire du candidat Harlem Désir (PS) aux élections européennes, près de 15 points devant le candidat Patrick Gaubert (UMP), avec là aussi trois points de plus pour la gauche que dans le reste du département (27,26 %) et de la région (25,03 %). Cette tendance au vote de gauche fut d’ailleurs très favorable au candidat Jacques Chirac au deuxième tour de l’élection présidentielle en 2002, enregistrant 91,89 % des suffrages grâce au report massif de voix, six points de plus que dans le reste du département et de la région, les électeurs buressois avaient d’ailleurs placé le candidat Lionel Jospin (PS) largement en tête au premier tour avec 21,38 % des voix. Ce choix fut cependant nuancé par le relatif conservatisme traduit par le rejet du candidat « parachuté » Stéphane Pocrain (Les Verts) face au candidat de l’UMP Pierre Lasbordes, toutefois dans une moindre mesure que dans le reste de la cinquième circonscription où ce dernier remportait 53,76 % des suffrages. Ce bon résultat du candidat de droite ne se renouvela pas en 2007 où c’est le maire des Ulis Maud Olivier qui arriva largement en tête à Bures-sur-Yvette, contrairement au reste de la circonscription qui donna 50,25 % des voix pour Pierre Lasbordes (UMP). De la même façon, et contrairement au reste du pays (53,06 % pour Nicolas Sarkozy (UMP)), de la région (52,49 % pour Nicolas Sarkozy) et du département (52,08 % pour Nicolas Sarkozy), les Buressois avaient plébiscité Ségolène Royal (PS) à 53,03 %. Les Buressois apparaissent aussi comme de fervents européiste, approuvant à 68,26 % le traité de Rome de 2004 et à 69,44 % le Traité de Maastricht de 1992. Une section locale du parti socialiste est installée dans la commune.

#### Élections présidentielles, résultats des deuxièmes tours
- Élection présidentielle de 2002 : 91,89 % pour Jacques Chirac (RPR), 8,11 % pour Jean-Marie Le Pen (FN), 85,34 % de participation[61].
- Élection présidentielle de 2007 : 53,03 % pour Ségolène Royal (PS), 46,97 % pour Nicolas Sarkozy (UMP), 90,42 % de participation[62].
- Élection présidentielle de 2012 : 56,69 % pour François Hollande (PS), 43,31 % pour Nicolas Sarkozy (UMP), 85,59 % de participation[63].
- Élection présidentielle de 2017 : 88,10 % pour Emmanuel Macron (LREM), 11,90 % pour Marine Le Pen (FN), 78,94 % de participation.

#### Élections législatives, résultats des deuxièmes tours
- Élections législatives de 2002 : 50,32 % pour Pierre Lasbordes (UMP), 49,68 % pour Stéphane Pocrain (Les Verts), 72,52 % de participation[64].
- Élections législatives de 2007 : 53,18 % pour Maud Olivier (PS), 46,82 % pour Pierre Lasbordes (UMP), 68,68 % de participation[65].
- Élections législatives de 2012 : 59,00 % pour Maud Olivier (PS), 41,00 % pour Hervé Hocquard (UMP), 65,55 % de participation[66].
- Élections législatives de 2017 : 71,48 % pour Cédric Villani (LREM), 28,52 % pour Laure Darcos (LR), 52,95 % de participation.

#### Élections européennes, résultats des deux meilleurs scores
- Élections européennes de 2004 : 30,93 % pour Harlem Désir (PS), 15,89 % pour Patrick Gaubert (UMP), 59,01 % de participation[67].
- Élections européennes de 2009 : 28,56 % pour Daniel Cohn-Bendit (Europe Écologie), 27,02 % pour Michel Barnier (UMP), 58,94 % de participation[68].
- Élections européennes de 2014 : 17,68 % pour Pervenche Berès (PS), 17,45 % pour Alain Lamassoure (UMP), 55,00 % de participation.
- Élections européennes de 2019 : 32,44 % pour Nathalie Loiseau (LREM), 21,04 % pour Yannick Jadot (EELV), 64,44 % de participation.

#### Élections régionales, résultats des deux meilleurs scores
- Élections régionales de 2004 : 56,19 % pour Jean-Paul Huchon (PS), 39,68 % pour Jean-François Copé (UMP), 74,07 % de participation[69].
- Élections régionales de 2010 : 60,05 % pour Jean-Paul Huchon (PS), 39,95 % pour Valérie Pécresse (UMP), 60,25 % de participation[70].
- Élections régionales de 2015 : 48,99 % pour Claude Bartolone (PS), 44,55 % pour Valérie Pécresse (LR), 65,18 % de participation.

#### Élections cantonales et départementales, résultats des deuxièmes tours
- Élections cantonales de 2004 : 58,71 % pour David Ros (PS), 41,29 % pour Marie-Hélène Aubry (UMP), 72,82 % de participation[71].
- Élections cantonales de 2011 : 64,31 % pour David Ros (PS), 35,69 % pour Raymond Raphaël (UMP), 47,90 % de participation[72].
- Élections départementales de 2015 : 51,24 % pour Yvan Lubraneski (PS) et Céline Ramstein (EELV), 48,76 % pour Michel Bournat et Laure Darcos (UMP), 52,91 % de participation.

#### Élections municipales, résultats des deuxièmes tours
- Élections municipales de 2001 : 52,49 % pour Philippe Janin (DVG), 24,81 % pour Anne Bodin (DVD), 64,78 % de participation[73].
- Élections municipales de 2008 : 50,25 % pour Jean-François Vigier (MoDem), 49,75 % pour François Legrand (PS), 69,03 % de participation[74].
- Élections municipales de 2014 : 53,30 % pour Jean-François Vigier (UDI) élu au premier tour, 16,87 % pour Patricia Kasperet (EELV), 15,17 % pour Francis Valenti (FG), 14,66 % pour Erick Acker (DVD), 63,14 % de participation[74].
- Élections municipales de 2020 : 54,18 % pour Jean-François Vigier (UDI) élu au premier tour, 32,06 % pour Thierry Pradère (SE), 13,74 % pour Catherine Tchoreloff (SE), 48,92 % de participation.

#### Référendums
- Référendum de 2000 relatif au quinquennat présidentiel : 74,51 % pour le Oui, 25,49 % pour le Non, 38,53 % de participation[75].
- Référendum de 2005 relatif au traité établissant une Constitution pour l’Europe : 68,26 % pour le Oui, 31,74 % pour le Non, 81,02 % de participation[76].

### Jumelages
| Bures-sur-Yvette Koréra-Koré |

La commune de Bures-sur-Yvette a développé une association de jumelage avec :
- Koréra Koré (Mali) depuis 1999 située à 3 854 kilomètres[77],[78] ;
- Güstrow (Allemagne) depuis Mai 2022.

## Population et société

### Démographie

#### Évolution démographique
L'évolution du nombre d'habitants est connue à travers les recensements de la population effectués dans la commune depuis 1793. Pour les communes de moins de 10 000 habitants, une enquête de recensement portant sur toute la population est réalisée tous les cinq ans, les populations de référence des années intermédiaires étant quant à elles estimées par interpolation ou extrapolation. Pour la commune, le premier recensement exhaustif entrant dans le cadre du nouveau dispositif a été réalisé en 2005.

En 2022, la commune comptait 9 481 habitants, en évolution de −2,12 % par rapport à 2016 (Essonne : +2,89 %, France hors Mayotte : +2,11 %).
| 1793 | 1800 | 1806 | 1821 | 1831 | 1836 | 1841 | 1846 | 1851 |
| ---- | ---- | ---- | ---- | ---- | ---- | ---- | ---- | ---- |
| 182  | 338  | 364  | 302  | 340  | 390  | 395  | 438  | 404  |

| 1856 | 1861 | 1866 | 1872 | 1876 | 1881 | 1886 | 1891 | 1896 |
| ---- | ---- | ---- | ---- | ---- | ---- | ---- | ---- | ---- |
| 400  | 389  | 424  | 389  | 413  | 418  | 420  | 432  | 440  |

| 1901 | 1906 | 1911 | 1921 | 1926  | 1931  | 1936  | 1946  | 1954  |
| ---- | ---- | ---- | ---- | ----- | ----- | ----- | ----- | ----- |
| 430  | 499  | 586  | 641  | 1 110 | 1 460 | 1 531 | 1 917 | 2 643 |

| 1962  | 1968  | 1975  | 1982  | 1990  | 1999  | 2005  | 2006  | 2010  |
| ----- | ----- | ----- | ----- | ----- | ----- | ----- | ----- | ----- |
| 3 682 | 5 733 | 6 889 | 7 783 | 9 246 | 9 679 | 9 775 | 9 713 | 9 535 |

| 2015  | 2020  | 2022  | - | - | - | - | - | - |
| ----- | ----- | ----- | - | - | - | - | - | - |
| 9 691 | 9 240 | 9 481 | - | - | - | - | - | - |

Auparavant, le recensement des feux donnait entre 1200 et 1300 approximativement deux-cent-cinquante personnes, en 1325 trois-cents personnes, entre 1400 et 1420 trois-cent-vingt personnes, en 1440 seulement dix personnes, en 1468 seulement quinze personnes, en 1525 deux-cent-vingt personnes, en 1600 approximativement trois-cent-vingt personnes, en 1709 deux-cent-quatre-vingt-dix habitants, deux-cent-neuf en 1726, deux-cent-cinquante en 1745 et trois-cent-cinquante en 1782. Le premier recensement des personnes intervenu en 1793 a dénombré à Bures-sur-Yvette cent-quatre-vingt-deux personnes, marquant une nette chute au cours de la Révolution. La croissance reprit ensuite avec trois-cent-soixante-quatre résidents en 1806 avant une nouvelle perte à trois-cent-deux habitants en 1821. Elle reprit sa croissance jusqu’en 1846 avec quatre-cent-trente-huit habitants, mais la population décrut à nouveau pour ne plus compter que trois-cent-quatre-vingt-neuf Buressois en 1861, chiffre égal à celui de 1872 après les pertes de la guerre franco-prussienne de 1870. Elle reprit une lente progression jusqu’à compter quatre-cent-quarante habitants à la veille du XXe siècle. L’an 1901 marqua une légère chute à quatre cent trente personnes, puis la croissance démographique reprit jusqu’à six-cent-quarante-et-un résidents en 1921.
L’électrification de la ligne de Sceaux et les débuts du pavillon de banlieue marqua une nette évolution du nombre d’habitants, passant à mille-cent-dix en 1926 et mille-neuf-cent-dix-sept au sortir de la Seconde Guerre mondiale en 1946. L’installation du commissariat à l'énergie atomique à Saclay, de l’université Paris-Sud à Orsay amena de nouveau résidents, portant la population de Bures-sur-Yvette à deux-mille-six cent-quarante-trois personnes en 1954 et trois-mille-six cent-quatre-vingt-deux en 1962, au lendemain de la décision de créer une zone à urbaniser en priorité (ZUP) sur le plateau de Courtabœuf.
En 1968, la population avait presque doublé, passant à cinq-mille-sept-cent-soixante-trois habitants, puis six-mille-huit-cent-quatre-vingt-neuf en 1975, sept-mille-sept-cent-quatre-vingt-trois en 1982 alors que la ZUP était détachée en 1977, puis neuf-mille-deux-cent-quarante-six en 1990. La croissance fut ensuite plus mesurée, portant le nombre d’habitants à neuf-mille-sept-cent-treize lors du recensement intervenu en 2006. Entre 1970 et 1977, date de création de la commune voisine des Ulis, une partie de la population était comptabilisée comme faisant partie de la ZUP, respectivement 1 256 en 1970, 4 014 en 1972, 9 641 en 1974, dépassant la commune d’origine Bures-sur-Yvette, 11 259 en 1975 et 12 084 en 1976, date du dernier recensement partiel commun. L’immigration ne représente qu’une faible part de cette croissance avec seulement 5,7 % de la population d’origine étrangère en 1999. La plus importante communauté est ainsi composée de Portugais pour 1,6 %, suivis par les Italiens à 0,4 %, les Algériens pour 0,2 %, et les Espagnols, Marocains et Tunisiens pour 0,1 % de la population communale.

#### Pyramide des âges
Les pyramides des âges de la commune et du département s'établissent comme suit.
| Hommes | Classe d’âge | Femmes |
| ------ | ------------ | ------ |
| 0,7    | 90 ou +      | 1,4    |
| 8,2    | 75-89 ans    | 9,6    |
| 17,0   | 60-74 ans    | 17,7   |
| 20,0   | 45-59 ans    | 21,2   |
| 14,8   | 30-44 ans    | 14,7   |
| 22,7   | 15-29 ans    | 20,7   |
| 16,6   | 0-14 ans     | 14,7   |

| Hommes | Classe d’âge | Femmes |
| ------ | ------------ | ------ |
| 0,5    | 90 ou +      | 1,4    |
| 5,4    | 75-89 ans    | 7,2    |
| 12,9   | 60-74 ans    | 13,9   |
| 20     | 45-59 ans    | 19,4   |
| 19,9   | 30-44 ans    | 20,1   |
| 20     | 15-29 ans    | 18,2   |
| 21,3   | 0-14 ans     | 19,8   |

La population de la commune est relativement jeune.
En 2018, le taux de personnes d'un âge inférieur à 30 ans s'élève à 37,3 %, soit en dessous de la moyenne départementale (39,9 %). À l'inverse, le taux de personnes d'âge supérieur à 60 ans est de 27,3 % la même année, alors qu'il est de 20,1 % au niveau départemental.
En 2018, la commune comptait 4 662 hommes pour 4 915 femmes, soit un taux de 51,32 % de femmes, légèrement supérieur au taux départemental (51,02 %).

### Enseignement
Les établissements scolaires de Bures-sur-Yvette sont tous rattachés à l’académie de Versailles. La commune dispose sur son territoire de trois écoles primaires, la Guyonnerie, Léopold-Gardey et les Quatre-Coins. Les élèves poursuivent ensuite leur formation au collège de la Guyonnerie sur la commune puis au lycée de l’Essouriau des Ulis ou Blaise-Pascal à Orsay. Les jeunes enfants sont accueillis dans un centre de la petite enfance, hors période scolaire les élèves sont accueillis au centre de loisirs municipal. La PEEP et la FCPE sont présentes dans les établissements de la commune. Les Scouts et Guides de France prennent en charge certains enfants de la commune pour les activités.

#### Enseignement supérieur
La commune se trouve en plein cœur du pôle scientifique et technologique Paris-Saclay, en développement depuis 2010. Le siège administratif de l’université Paris-Sud 11 se situe à Orsay, mais le campus s’étend en grande partie sur le territoire buressois. L’université dispense des cours essentiellement scientifiques et est particulièrement réputée pour son excellence dans le domaine des sciences physiques. Elle inclut plusieurs laboratoires du CNRS.
La commune accueille sur son territoire l’institut des hautes études scientifiques (IHÉS), un centre de recherche en mathématiques et physique théorique. Il contribue à faire connaître Bures-sur-Yvette à l’étranger puisqu’il abrite, dans la résidence du Bois-Marie, un grand nombre de chercheurs de réputation mondiale. L’institut rassemble sept des quarante-deux mathématiciens qui ont été récompensés par la médaille Fields (l’équivalent du prix Nobel pour les mathématiques) depuis la création de l’institut, ce qui constitue une performance mondiale inégalée par aucun autre institut. Enfin, la commune accueille l’Institut et centre d’optométrie (ICO), fondé en 1917, qui est une institution de référence formant des opticiens-lunetiers.
En avril 2014 est inauguré le PROTO204, une halle située destinée à accueillir des conférences, des expositions et des séances de coworking. Cette structure de type tiers-lieu, soutenue par l'université et l'établissement public Paris-Saclay, vise à favoriser l'entrepreneuriat étudiant et l'émergence de projets collaboratifs.

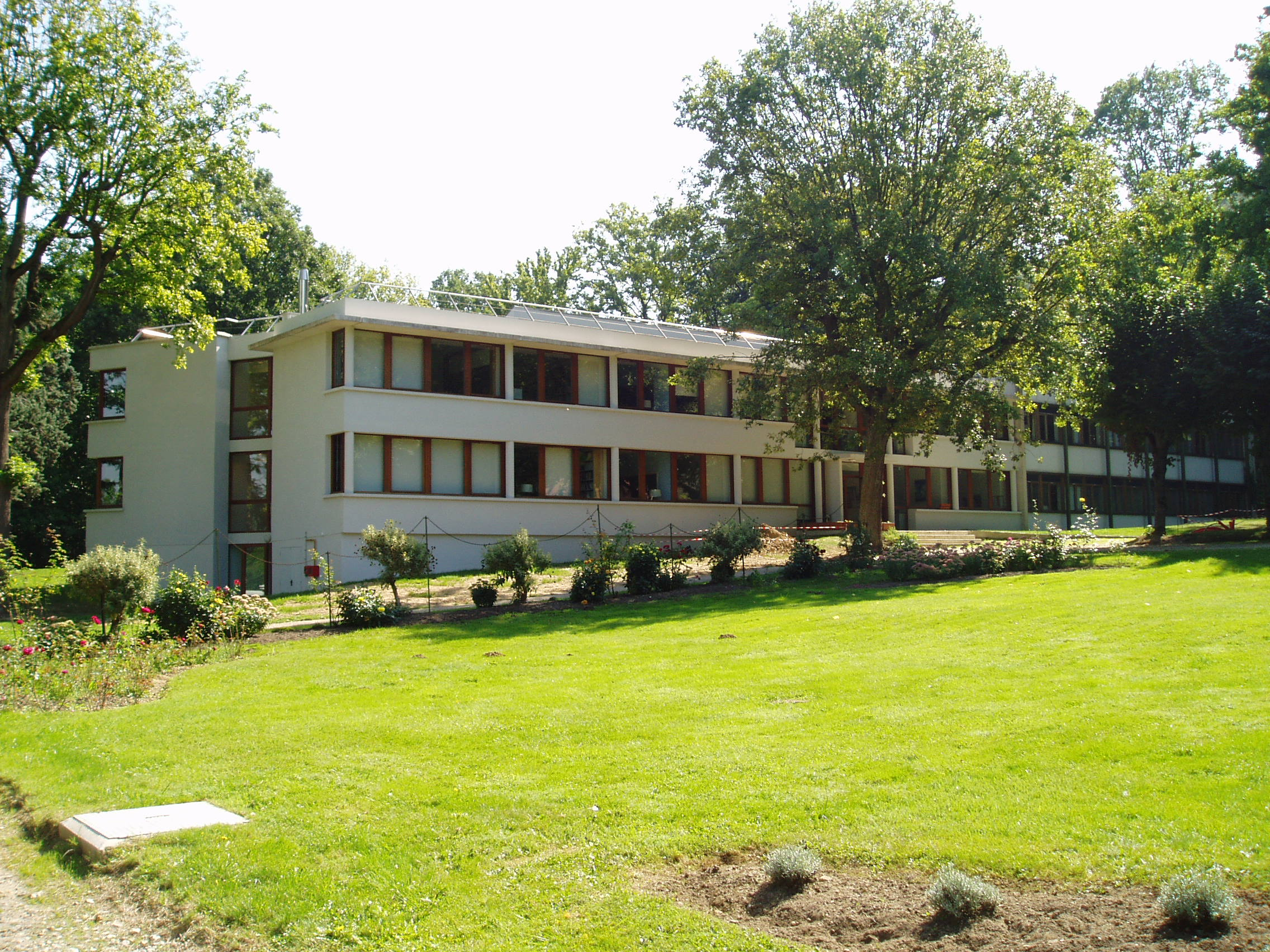
Le bâtiment principal de l’IHÉS.
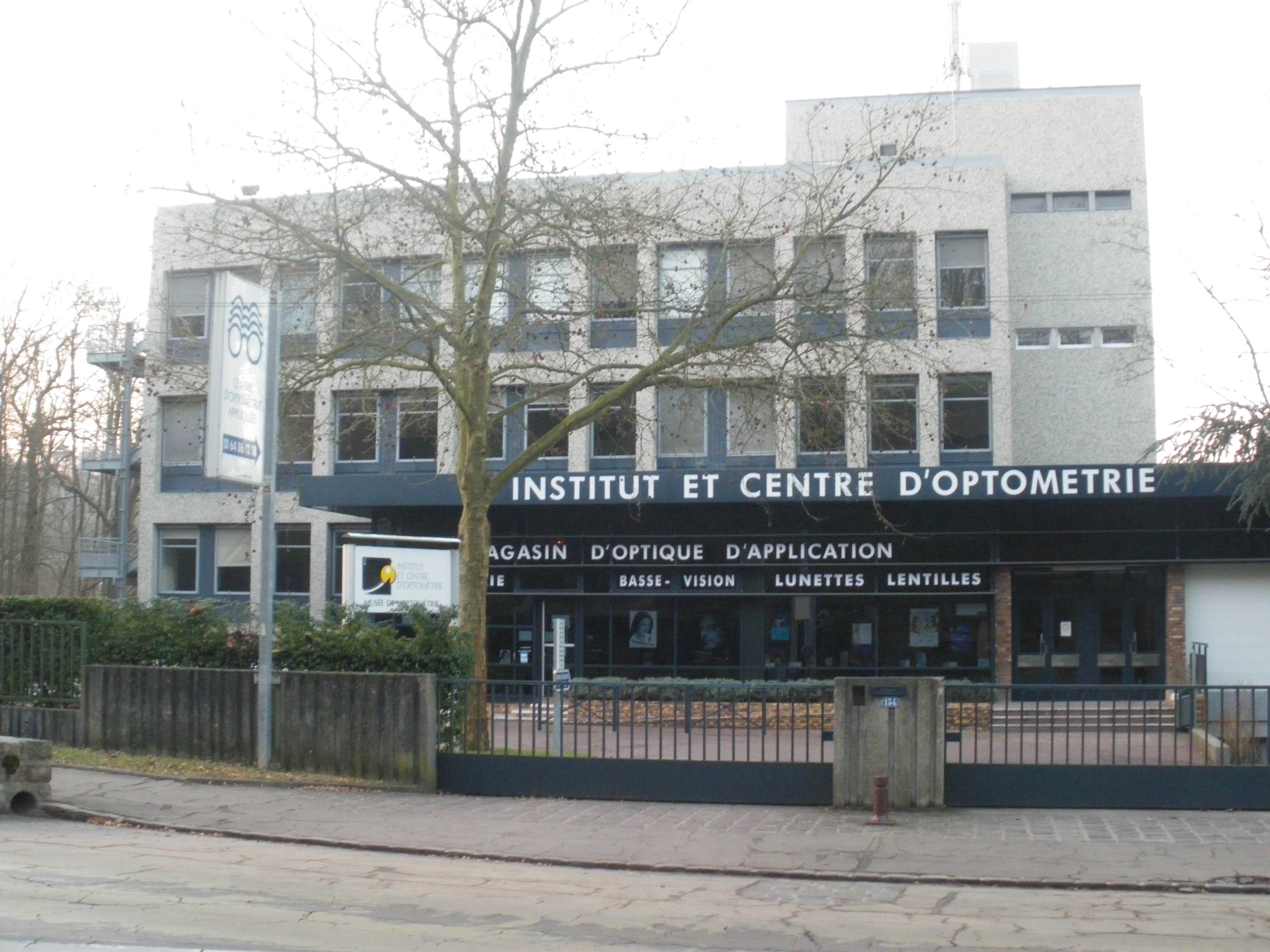
L’Institut et centre d’optométrie.

### Santé

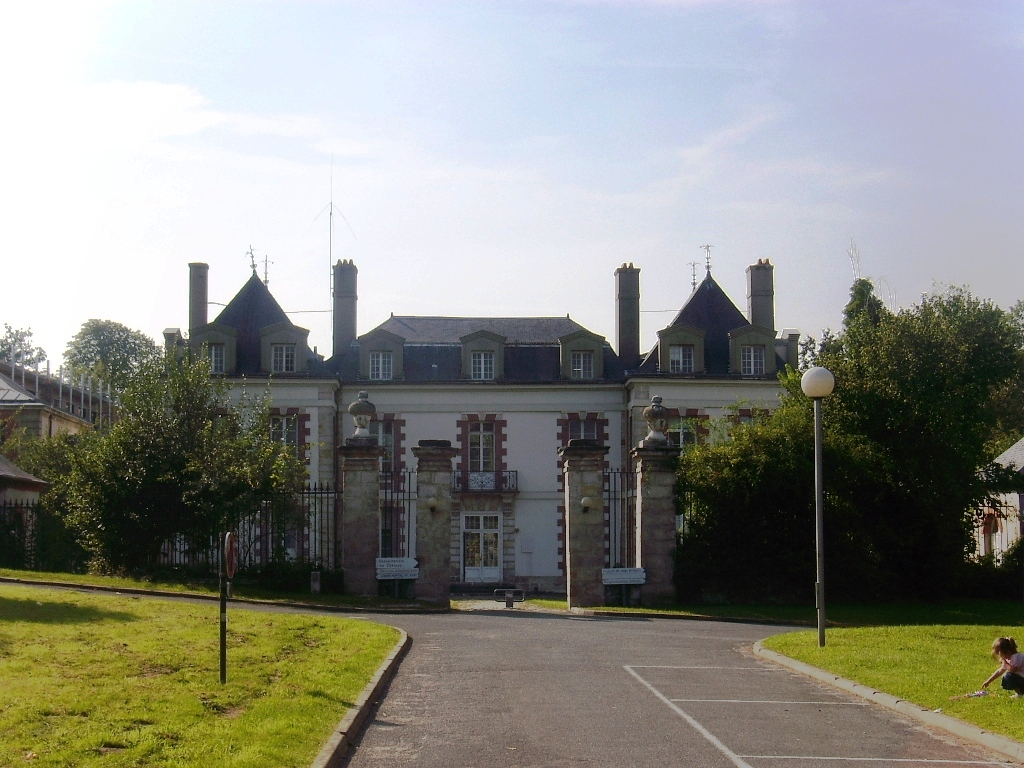
Le centre psychiatrique du Grand Mesnil.

La commune accueille le domaine du Grand Mesnil, service détaché du centre hospitalier d’Orsay, spécialisé en psychiatrie et pédopsychiatrie, comptant cent-cinquante-sept lits. Les autres spécialités et les urgences sont traitées par ce même centre hospitalier d’Orsay. En outre, neuf médecins, sept chirurgiens-dentistes exercent dans la commune, trois pharmacies y sont installées.

### Services publics

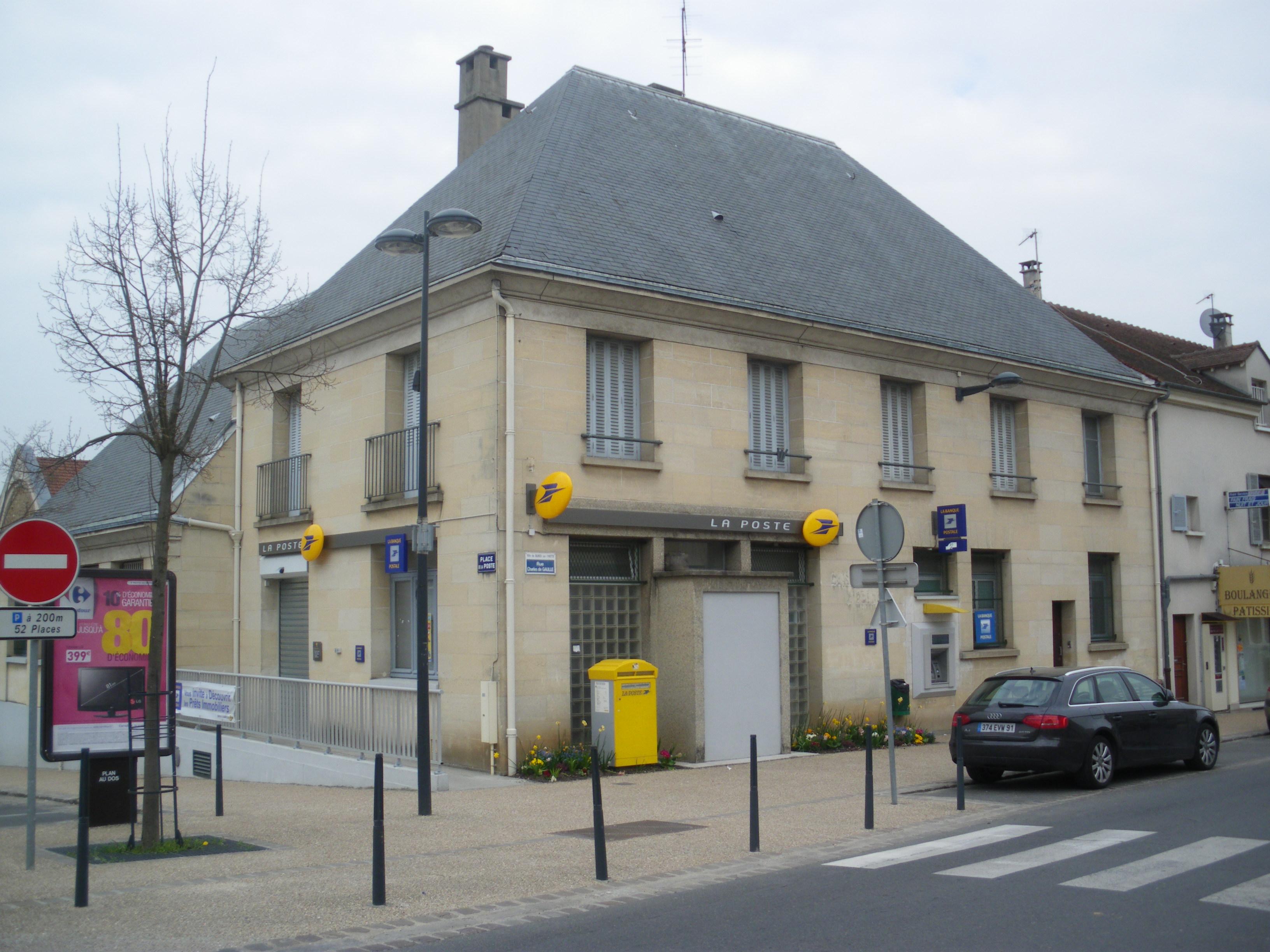
L’agence postale.

La commune dispose d’une agence postale, seule représentation du service public. La sécurité des biens et personne est assurée par le Commissariat de Police de Palaiseau et le centre de secours mixte de Gif-sur-Yvette. L’organisation juridictionnelle rattache les justiciables buressois au tribunal d’instance de Palaiseau, au conseil de prud’hommes de Longjumeau, aux tribunaux de grande instance et de commerce d’Évry, tous rattachés à la cour d'appel de Paris.

### Culture
Le principal lieu de culture de la commune est son centre culturel Marcel-Pagnol qui permet les représentations théâtrales et les concerts. Il est complété sur le même site par la ludothèque Bur’lututu et l’école de musique. S’ajoute la médiathèque intercommunale de Bures-sur-Yvette qui dispose de 87 000 ouvrages et neuf-cents disques compacts. La commune accueille aussi le musée de l’Optométrie dans le cadre de l’Institut d’enseignement.

### Sports
La commune dispose sur son territoire de plusieurs structures permettant la pratique sportive. La plus importante est le stade Louis-Chabrat, équipé d’un gymnase, d’un terrain d’honneur de football, de trois courts de tennis couverts, d'une salle d'activité et de la salle de judo Marc-Depierre. En 2015, Bures-sur-Yvette a accueilli la première station de Trail en Île-de-France. Cette station se situe à l'entrée du stade Louis-Chabrat. S’ajoute le Cosec Léo-Lagrange composé d’un dojo, d’une salle de danse, d’une salle d’agrès et d’une salle polyvalente avec un mur d'escalade. Six courts de tennis sont installés au lieu-dit la Vierge, une salle de tennis de table à proximité du collège et un plateau omnisports avec une piste d'athlétisme et des terrains de football, basket-ball, handball et un skatepark dans le quartier de la Guyonnerie. Une grande partie des activités sportives se regroupent au sein de l’association U.S.B.Y (Union Sportive de Bures-sur-Yvette). Les sports qu’elle propose sont : l’aïkido, le badminton, le basket-ball, l’escalade, l’escrime, la gymnastique, le jōdō, le judo, le ju-jitsu, le karaté, le tennis, le tennis de table, le volley-ball et le yoga. S’ajoutent les clubs de rugby, de viet vo dao et de jogging.
Chaque année, la vie buressoise est ponctuée d’événements sportifs tels que les « 12 heures de Bures », le duathlon de l’Yvette, la fête des arts martiaux ou les marches de nuit dans la Vallée de Chevreuse. Chaque année a également lieu l’ascension du pic de Bure dans les Hautes-Alpes. Ces deux derniers événements ont disparu en 2008 avec le changement de municipalité.

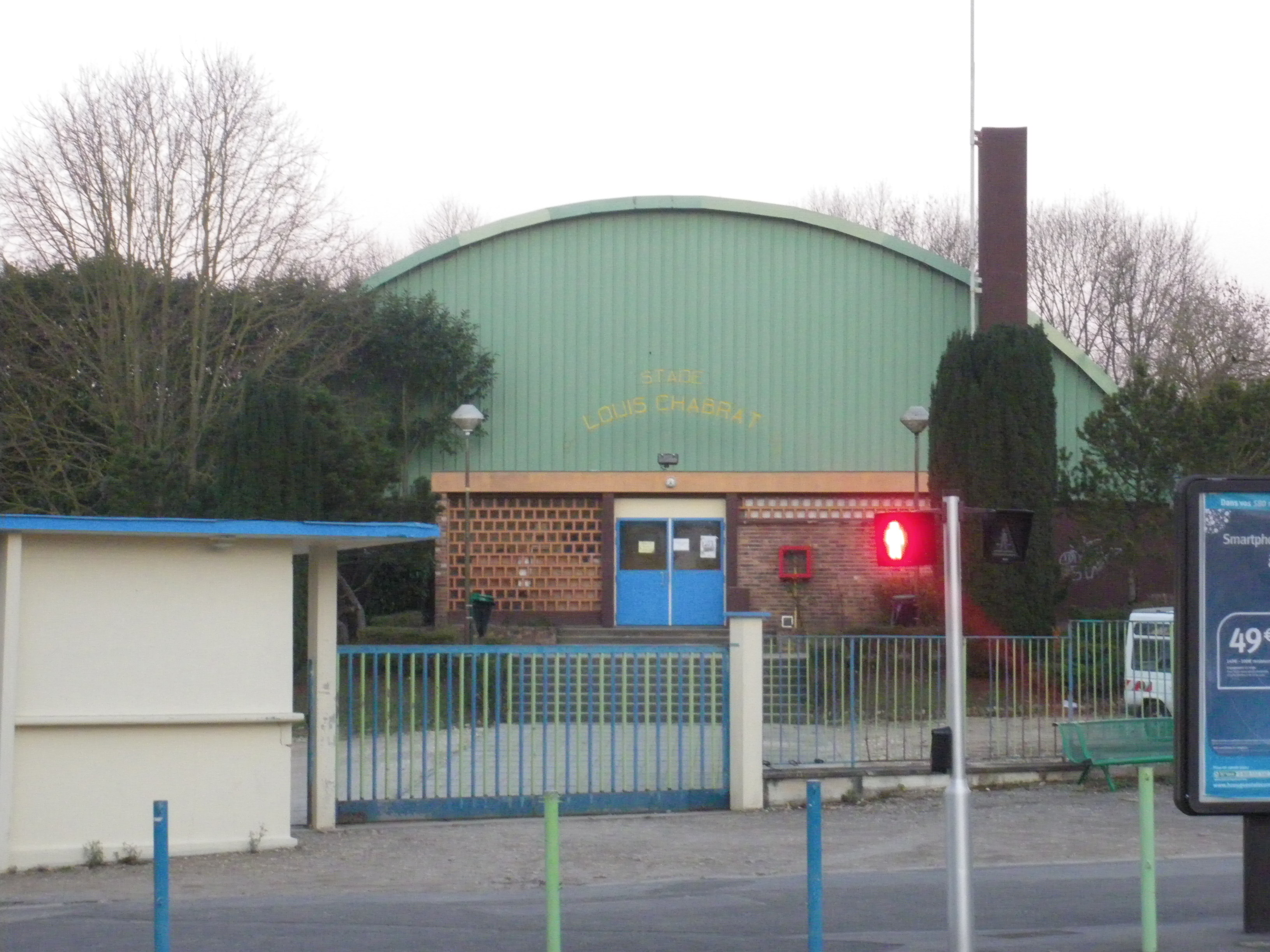
Le gymnase Louis-Chabrat.
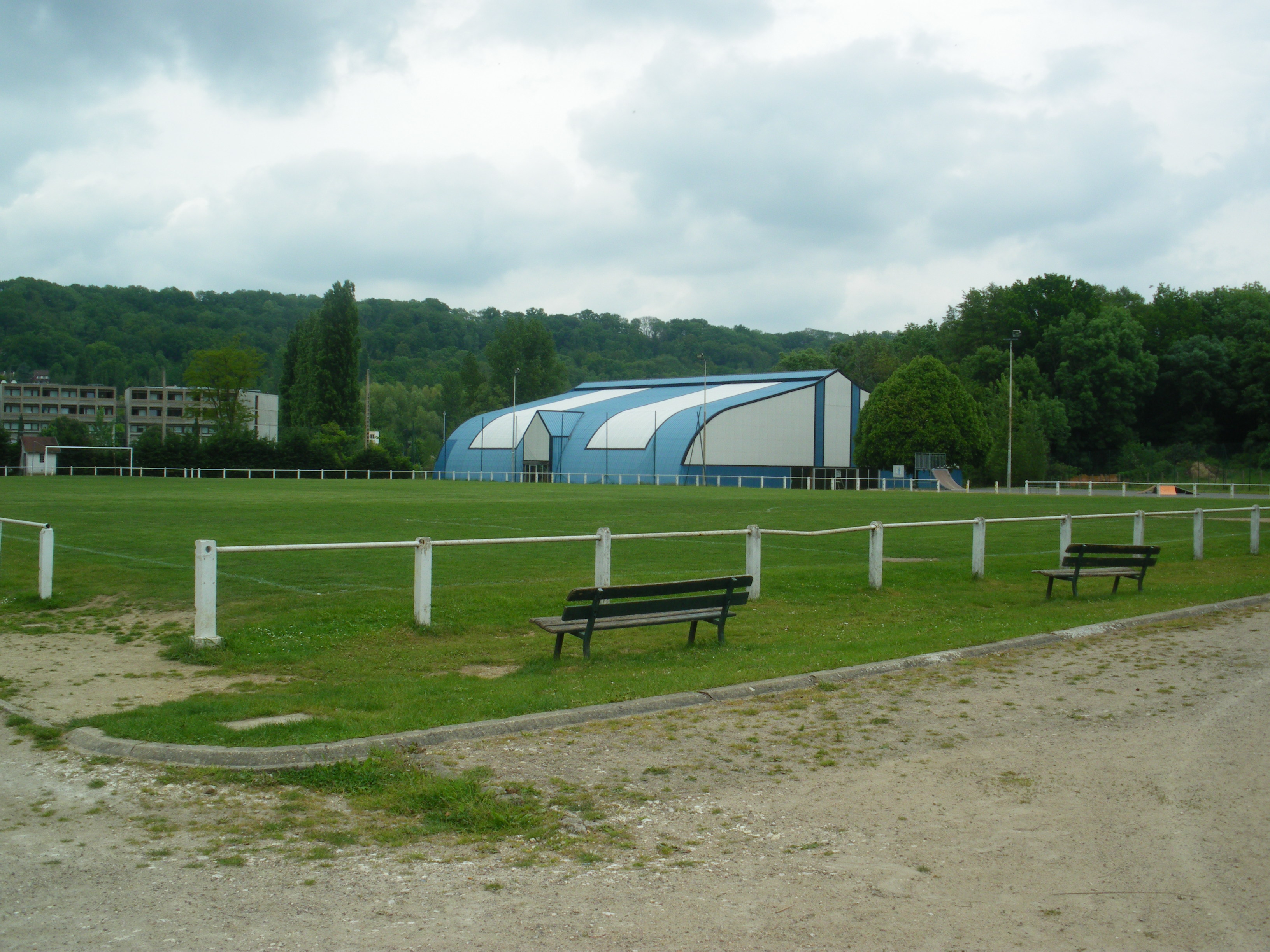
Le stade Louis-Chabrat, tennis couverts et terrain de football.

### Lieux de culte

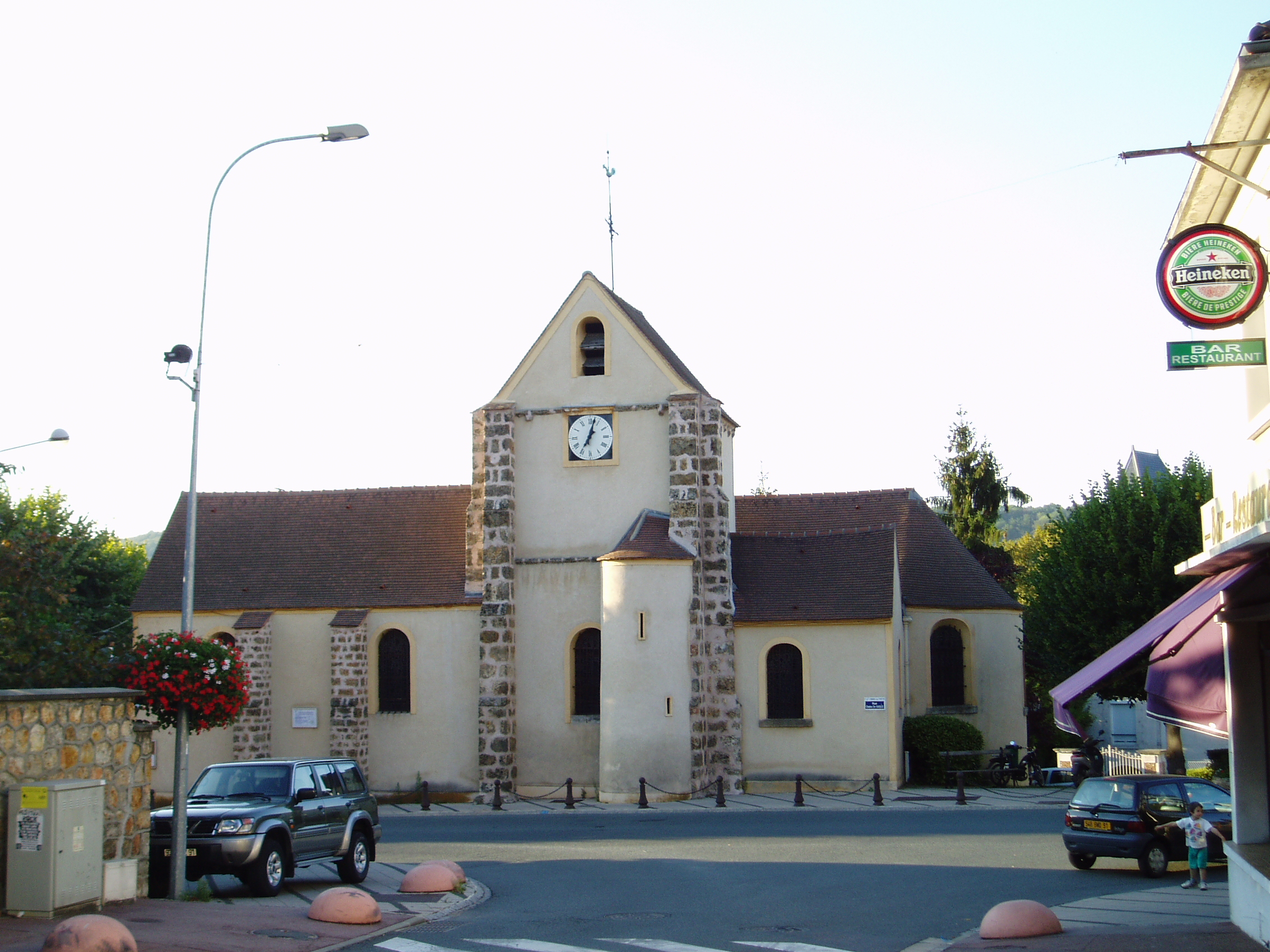
L’église Saint Matthieu.

La paroisse catholique de Bures-sur-Yvette est rattachée au diocèse d'Évry-Corbeil-Essonnes et au secteur pastoral de l’Yvette-Gif-Orsay. Elle dispose de l’église Saint-Matthieu. La chapelle de Montjay, bien qu’implantée sur le territoire de la commune, est aujourd'hui utilisée par la paroisse des Ulis. Une église protestante évangélique est aussi installée dans la commune.

### Médias
La commune est située dans le bassin d’émission des chaînes de télévision France 3 Paris Île-de-France Centre, IDF1 et Téléssonne intégré à Télif. L’hebdomadaire Le Républicain relate les informations locales dans son édition Nord-Essonne comme la station de radio EFM. La mairie diffuse dans les boîtes aux lettres des habitants un mensuel d'informations locales : Le Buressois.

## Économie
Bures-sur-Yvette est intégrée par l’Insee au bassin d'emploi d’Orsay qui regroupe vingt-cinq communes et 125 975 habitants en 1999, les Buressois représentant 7,68 % du total. La population active comptait cette même année 4 314 personnes, et seulement 5,7 % d’entre elles étaient au chômage et 1 876 salariés relevaient de la catégorie socioprofessionnelle des cadres et professions intellectuelles supérieures, soit 22,9 %, les ouvriers ne représentant que 3,1 % et les artisans ou commerçant 2,5 %. Plus aucun agriculteur n’exerce dans la commune alors qu’il subsistait encore quatre exploitations sur dix-neuf hectares en 1988. De la même façon, aucun hôtel ou camping ne sont implantés dans la commune. Ainsi, la commune ne comptait que deux-cent-cinquante-huit entreprises sur son territoire en 2007. Depuis novembre 2005, la commune est au cœur de l’opération d'Intérêt National de Massy Palaiseau Saclay Versailles Saint-Quentin-en-Yvelines. Deux marchés sont organisés en centre-ville les mercredis et samedis matin.

### Emplois, revenus et niveau de vie
Les résidents de Bures-sur-Yvette, s’ils ne travaillent pas dans la commune disposent cependant d’un niveau de vie élevé, avec un revenu net imposable moyen fixé à 40 432 euros et 78,5 % des foyers assujettis à l’impôt sur le revenu. Les résidents sont aussi propriétaires de leur logement pour 65,7 % d’entre eux, logements constitués à 65,1 % de maisons individuelles. En 2010, le revenu fiscal médian par ménage était de 54 519 €, ce qui plaçait Bures-sur-Yvette au 117e rang parmi les 31 525 communes de plus de 39 ménages en métropole.
| Répartition des emplois par catégorie socioprofessionnelle en 2006. |              |                                           |                                                   |                            |                          |                           |
|                                                                     | Agriculteurs | Artisans, commerçants, chefs d’entreprise | Cadres et professions intellectuelles supérieures | Professions intermédiaires | Employés                 | Ouvriers                  |
| Bures-sur-Yvette                                                    | 0,0 %        | 7,2 %                                     | 22,7 %                                            | 30,6 %                     | 29,0 %                   | 22,5 %                    |
| Zone d’emploi d’Orsay                                               | 0,2 %        | 3,7 %                                     | 36,2 %                                            | 26,2 %                     | 21,4 %                   | 12,3 %                    |
| Moyenne nationale                                                   | 2,2 %        | 6,0 %                                     | 15,4 %                                            | 24,6 %                     | 28,7 %                   | 23,2 %                    |
| Répartition des emplois par secteur d'activité en 2006.             |              |                                           |                                                   |                            |                          |                           |
|                                                                     | Agriculture  | Industrie                                 | Construction                                      | Commerce                   | Services aux entreprises | Services aux particuliers |
| Bures-sur-Yvette                                                    | 0,1 %        | 9,3 %                                     | 4,0 %                                             | 11,5 %                     | 15,1 %                   | 11,6 %                    |
| Zone d’emploi d’Orsay                                               | 1,0 %        | 13,4 %                                    | 3,8 %                                             | 18,1 %                     | 30,5 %                   | 5,4 %                     |
| Moyenne nationale                                                   | 3,5 %        | 15,2 %                                    | 6,4 %                                             | 13,3 %                     | 13,3 %                   | 7,6 %                     |
| Sources : Insee                                                     |              |                                           |                                                   |                            |                          |                           |

## Culture locale et patrimoine

### Patrimoine environnemental
Installée dans la vallée de Chevreuse, la commune bénéficie d’un cadre naturel et boisé préservé. La commune dispose depuis 1982 du vaste parc de la Grande Maison en centre-ville, traversé par le Vaularon et agrémenté d’un bassin. Le parc de l’université Paris-Sud constitue le second espace préservé, il a d’ailleurs fait l’objet d’une préemption pour en protéger les essences. Il est complété par le bassin de retenue de crues qui en basses eaux prend la forme d’une vaste prairie humide bordée de peupliers.
Plusieurs massifs boisés couvrent en partie le territoire communal, le bois de la Guyonnerie au nord, le bois des Coudraies et le bois de la Hacquinière à l’ouest, le bois de la Garenne au sud, le bois du Fond Garant à proximité des Ulis et le Bois Marie à l’est. Dans le bois du Fond Garant est implanté le chêne du Petit-Launay, remarquable par sa dimension et la répartition de ses branches, qui semble remonter au XVe siècle et inscrit à l’inventaire des arbres remarquables. Au sud de la commune se poursuit la coulée verte du sud parisien vers Gometz-le-Châtel. Le nord du territoire est traversé par le sentier de grande randonnée GR 655 qui suit le court de l’Yvette.
Le bassin de rétention des eaux et les bois au nord et au sud du territoire communal ont été recensés au titre des espaces naturels sensibles par le conseil départemental de l'Essonne.

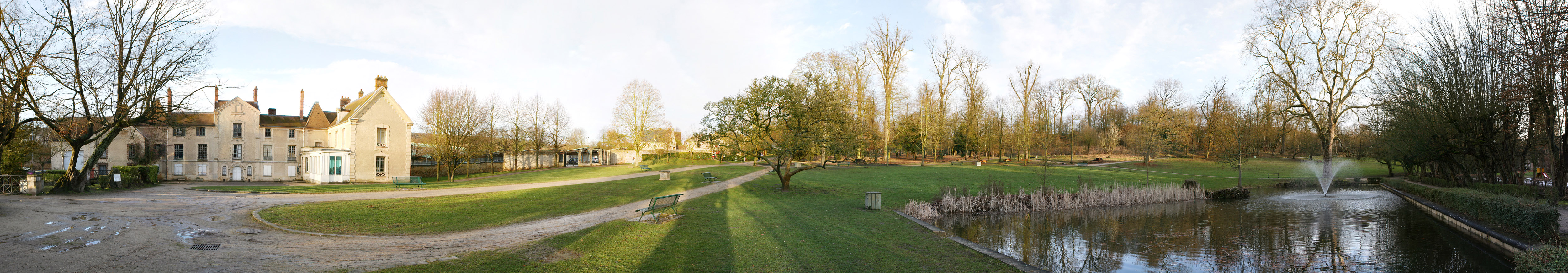
Le parc de la Grande Maison à la fin de l'hiver.

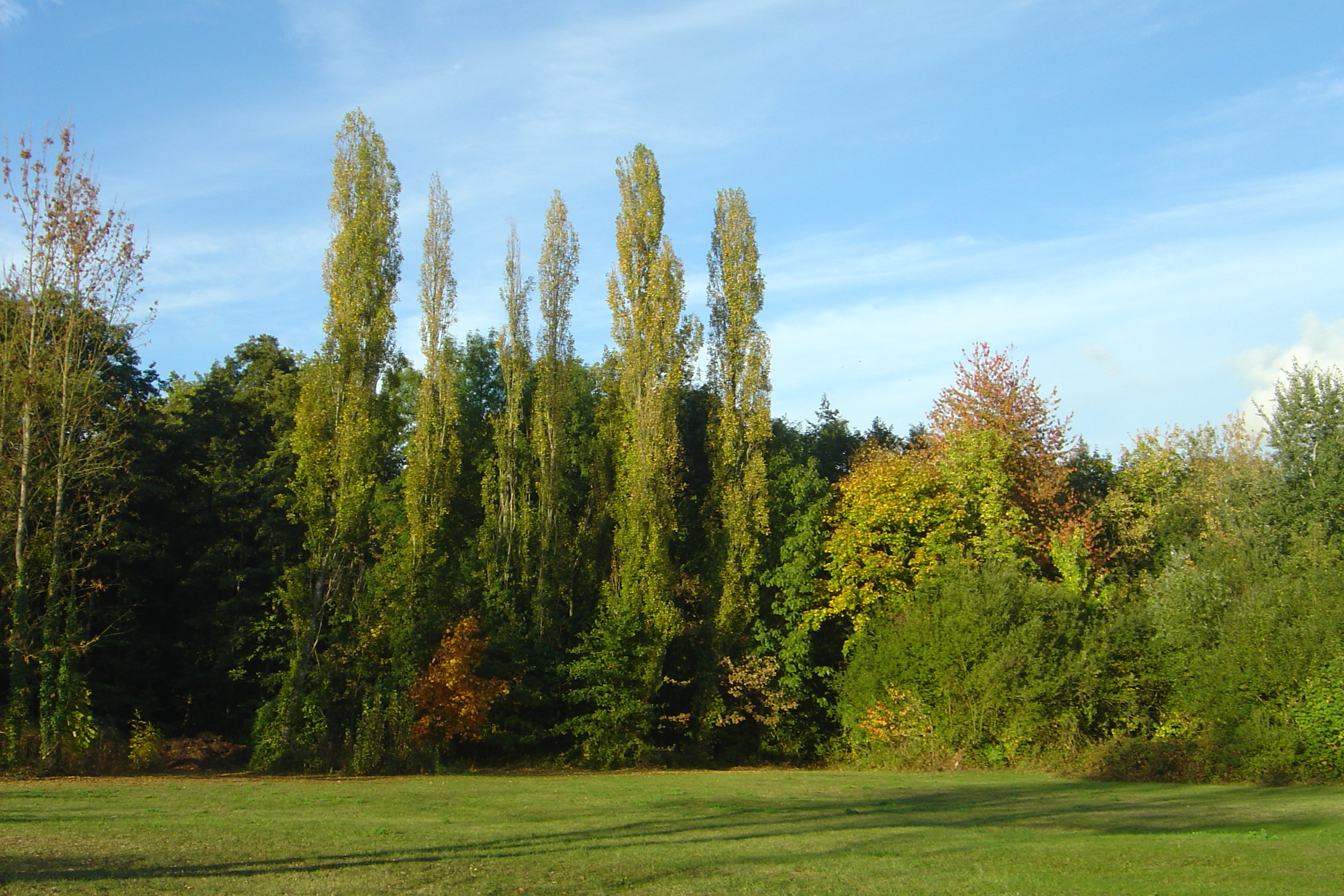
Le parc de l’université Paris-Sud.
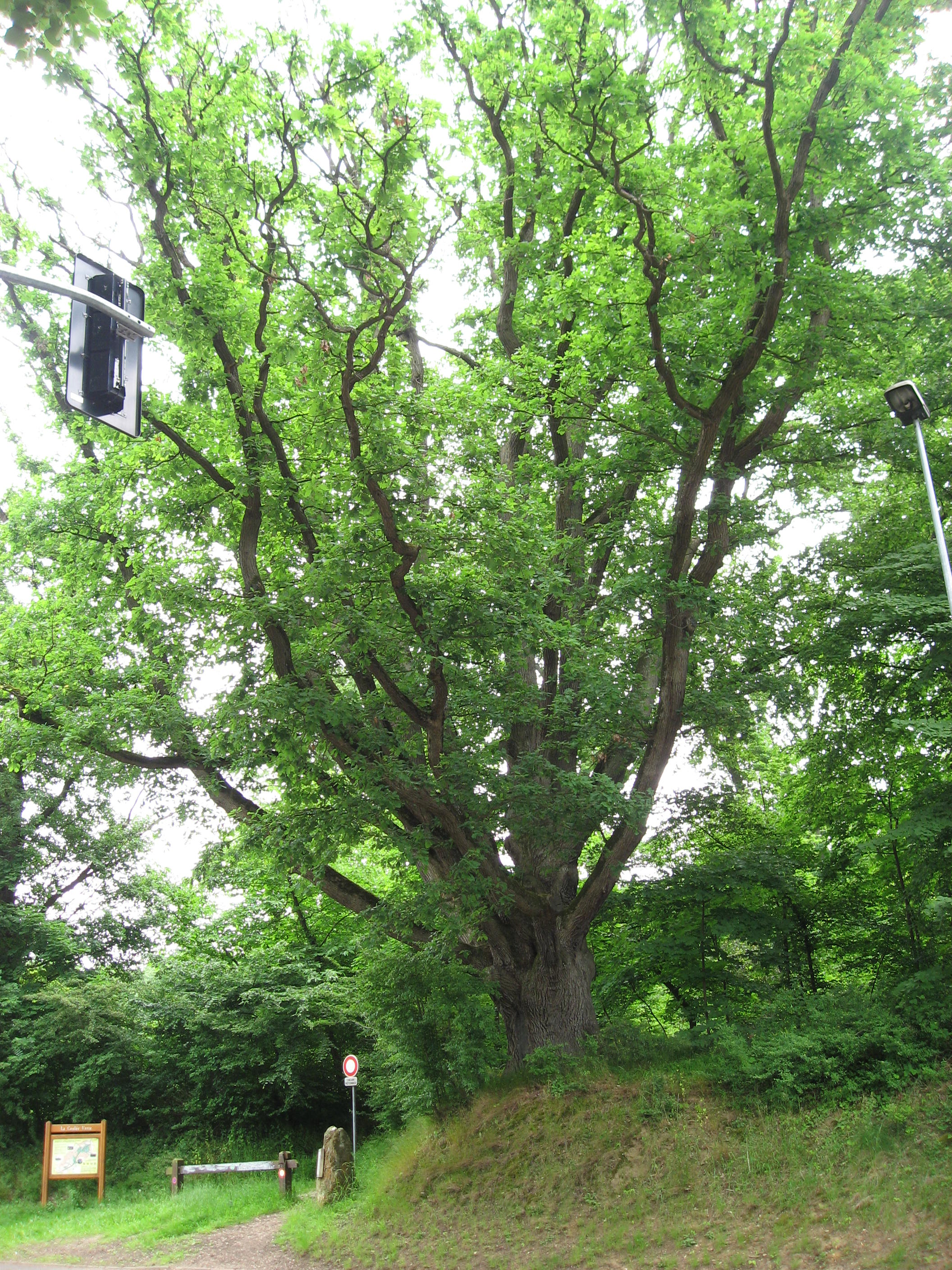
Le chêne du Petit-Launay.
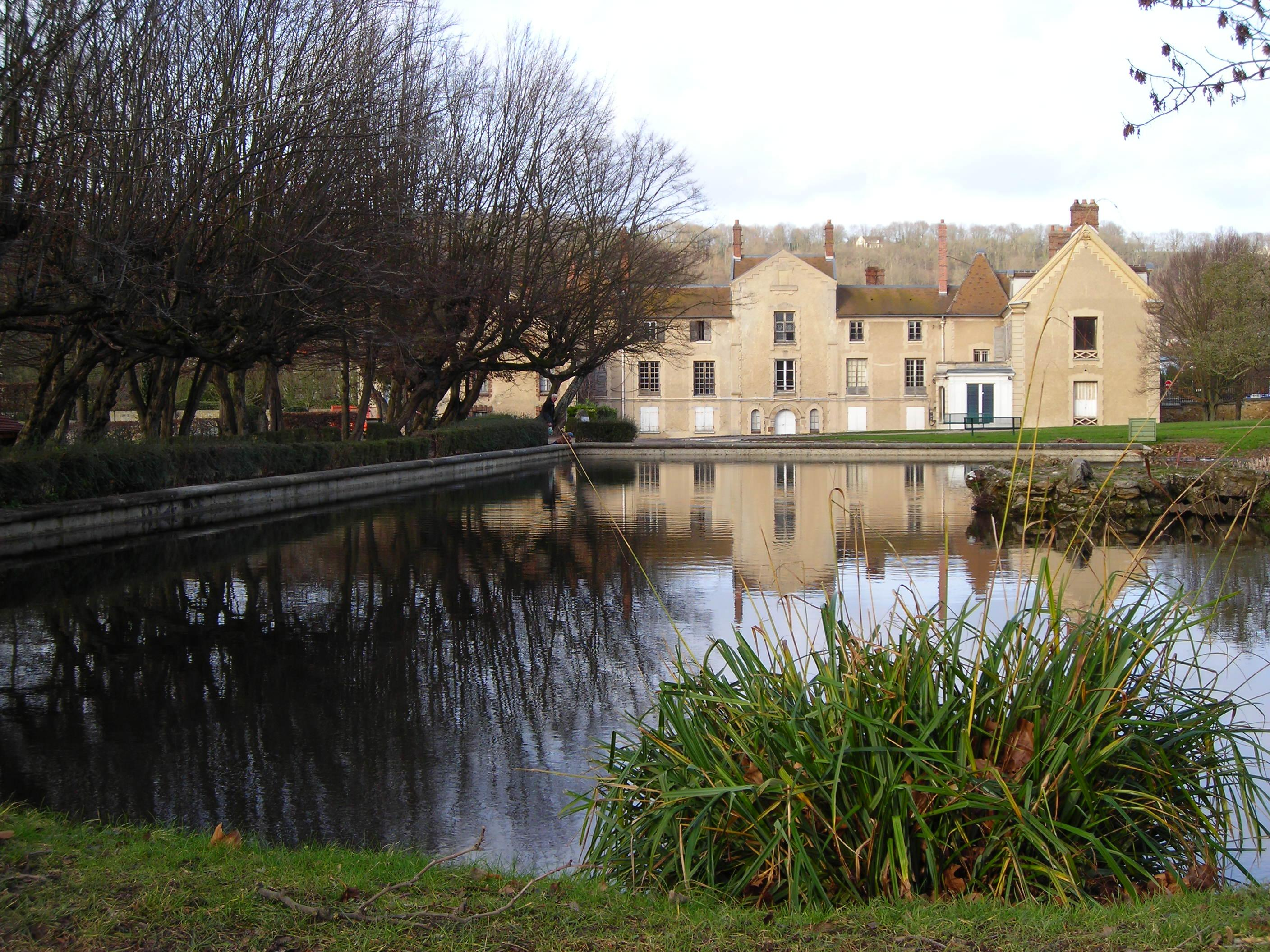
Le bassin de la Grande-Maison.
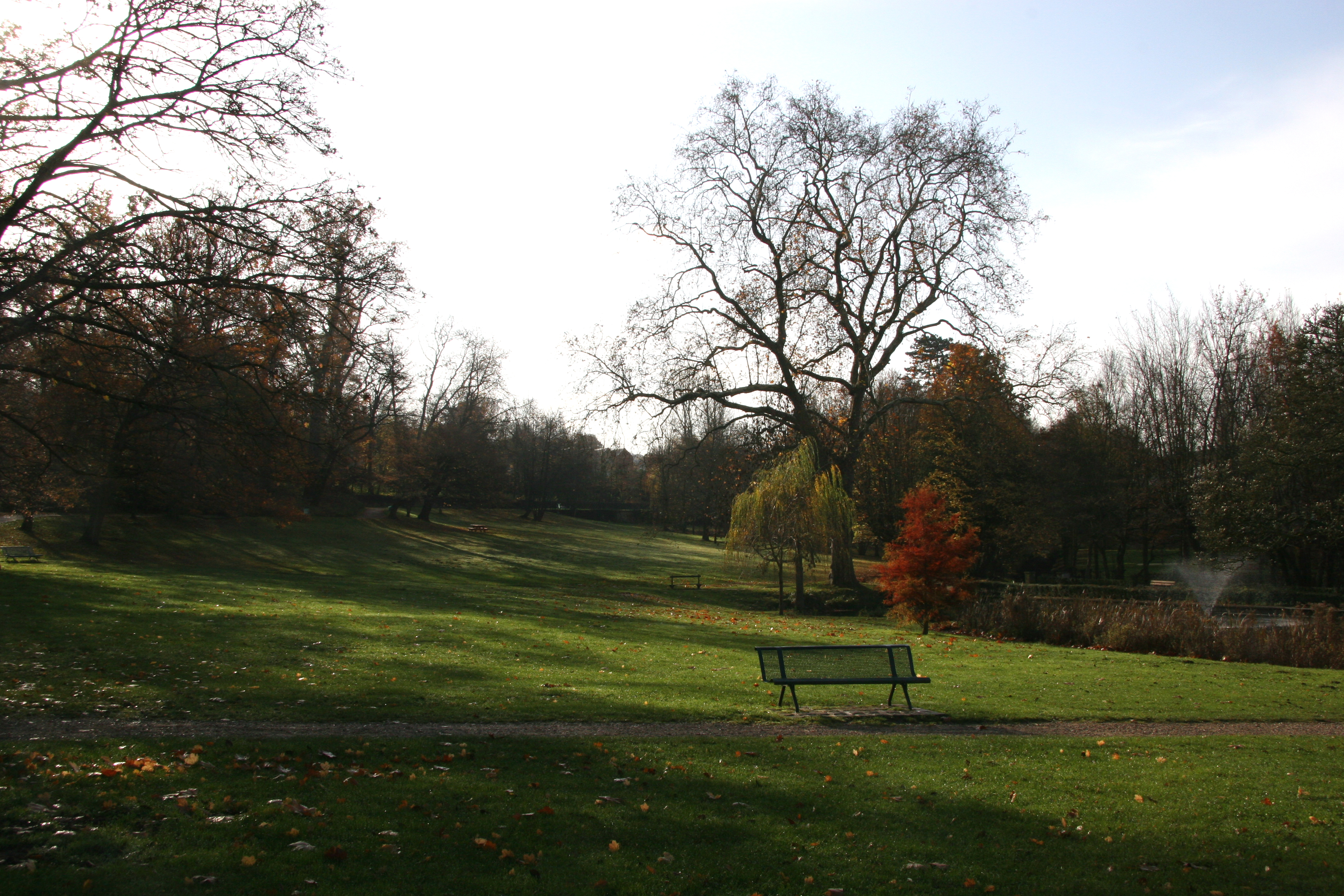
Parc de la Grande-Maison en automne.

### Patrimoine architectural
Le patrimoine architectural de Bures-sur-Yvette est varié des différentes époques d’occupation du territoire.
Le plus ancien bâtiment est l'église Saint-Matthieu, construite au XIIIe siècle et restaurée en 1971. Le XVIIIe siècle a laissé à la commune le château du Grand-Mesnil et la Grande-Maison. S’ajoutent la Croix-de-Bures, citée dans les terriers dès 1402 et qui marquait probablement le croisement entre la route vers Gometz-le-Châtel et le Moulon de Montjay. Le XXe siècle lui a permis la construction du viaduc des Fauvettes, construit en grès et meulière pour le passage de la ligne Paris - Chartres par Gallardon, restauré en 2004 et aujourd’hui intégré à la coulée verte, dans le campus d'Orsay de l’accélérateur de particules en 1967, inscrit aux monuments historiques le 7 mars 2002 et de la maison des jeunes et de la culture de la vallée de Chevreuse en 1965 par l’architecte André Wogenscky, devenu le centre culturel Marcel-Pagnol. Dans l’église, la cloche en bronze baptisée Marie-Louise en 1756 a été classée monument historique le 27 avril 1944, la statue de la Vierge du XVIIe siècle l’a été le 6 septembre 1938 et la dalle funéraire des époux Brémont du XVIe siècle fut classée le 2 mai 1907.

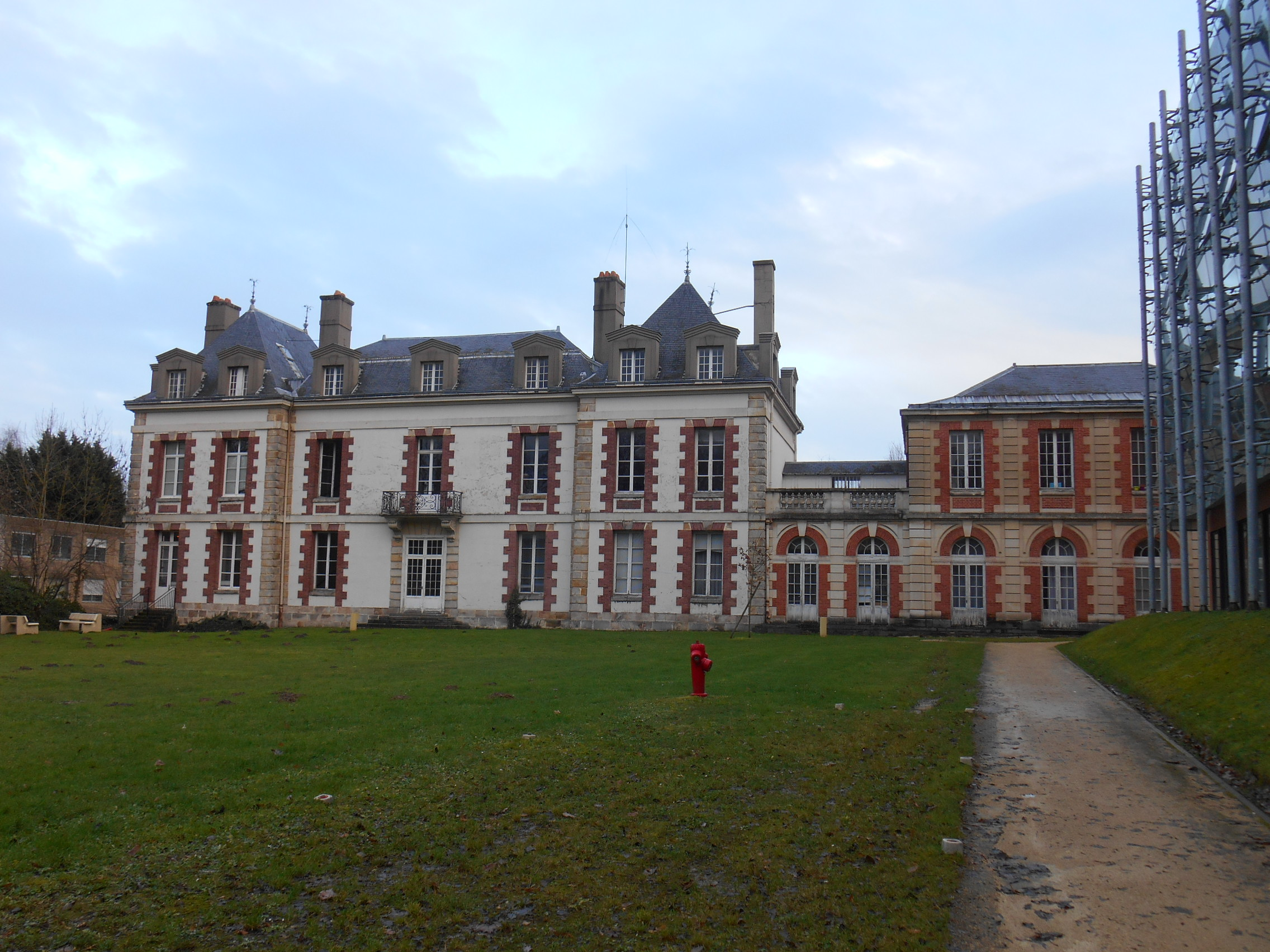
Château de Grandmesnil (actuel centre psychiatrique)
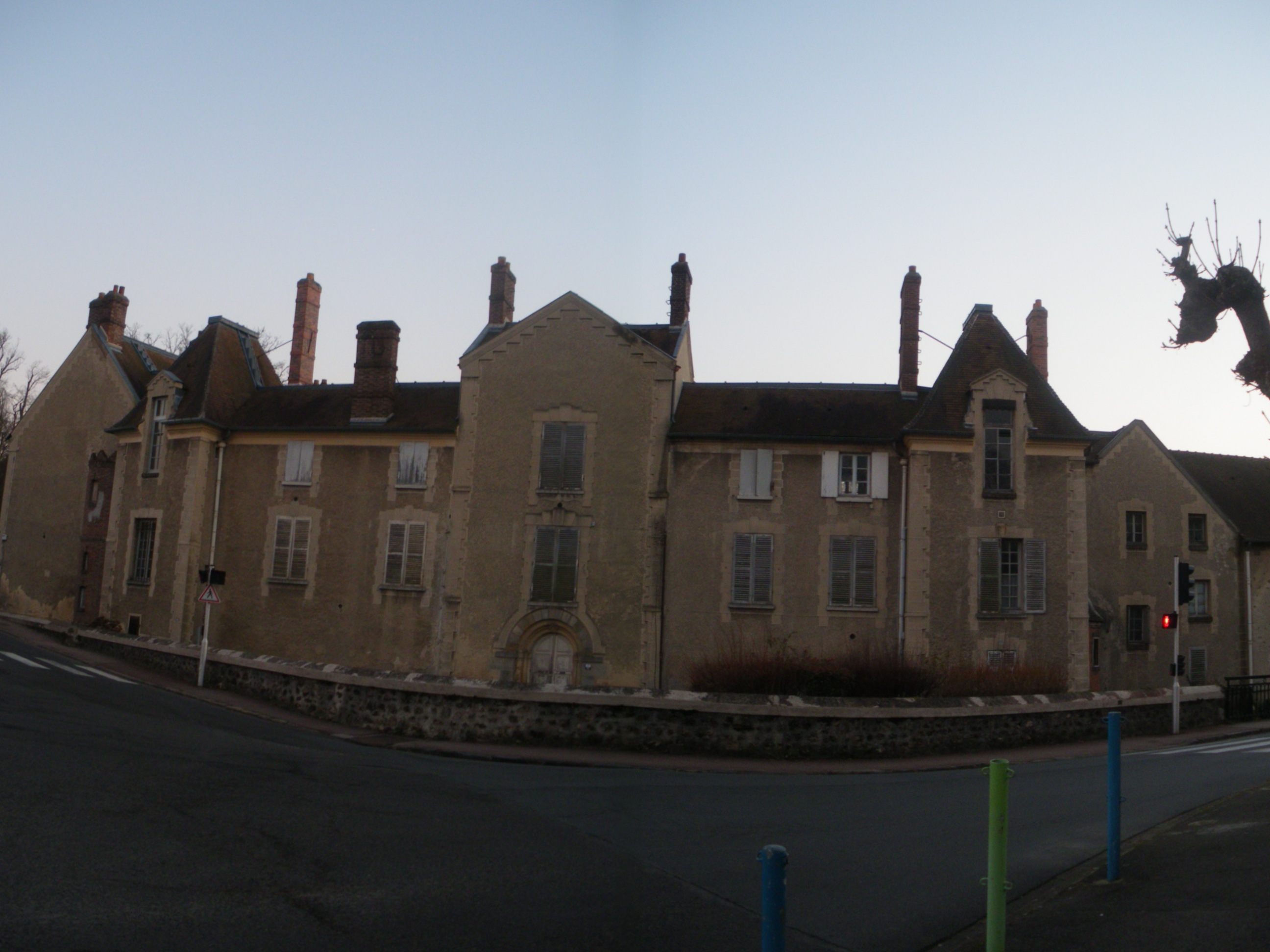
La façade nord de la Grande-Maison.
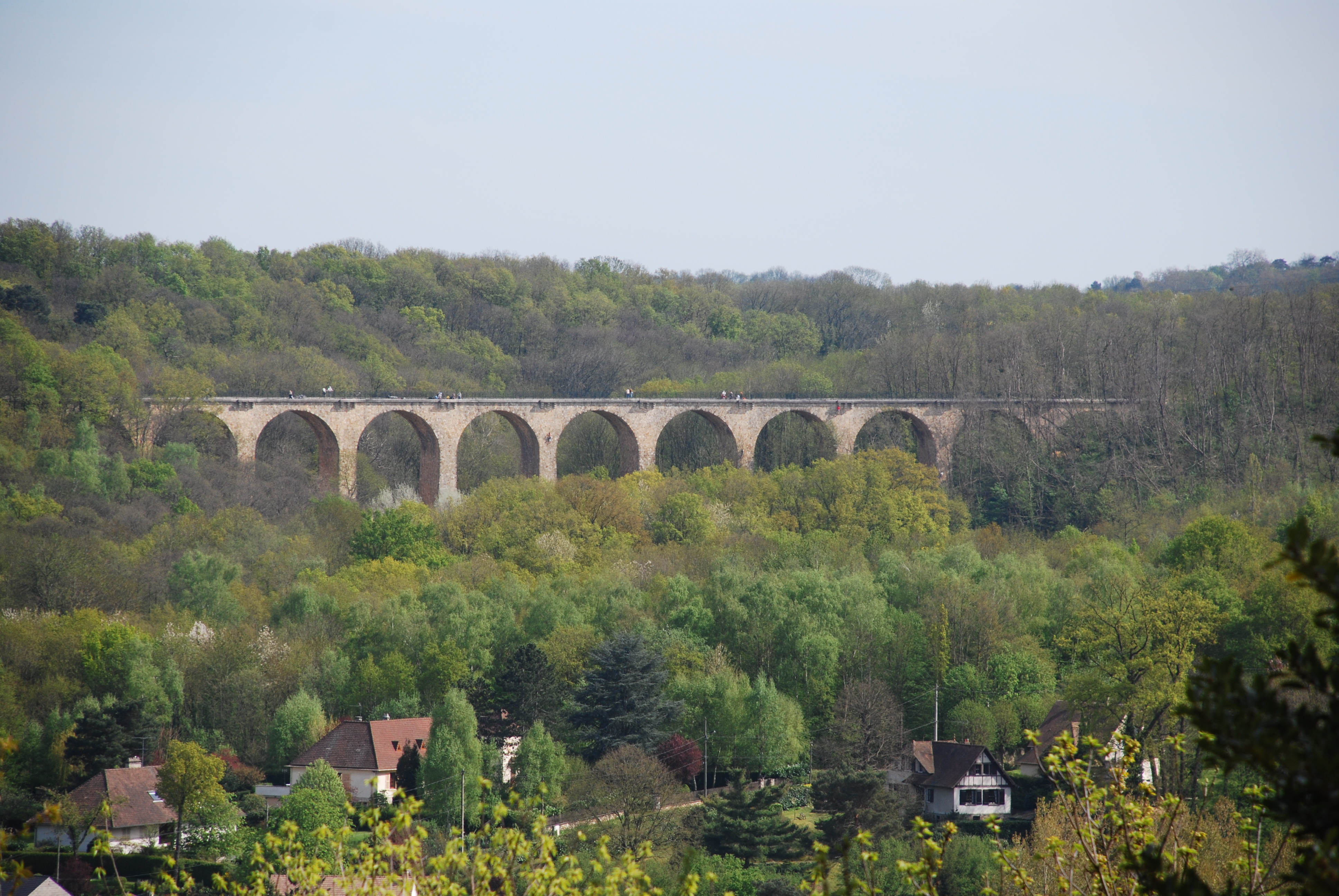
Le viaduc des Fauvettes.
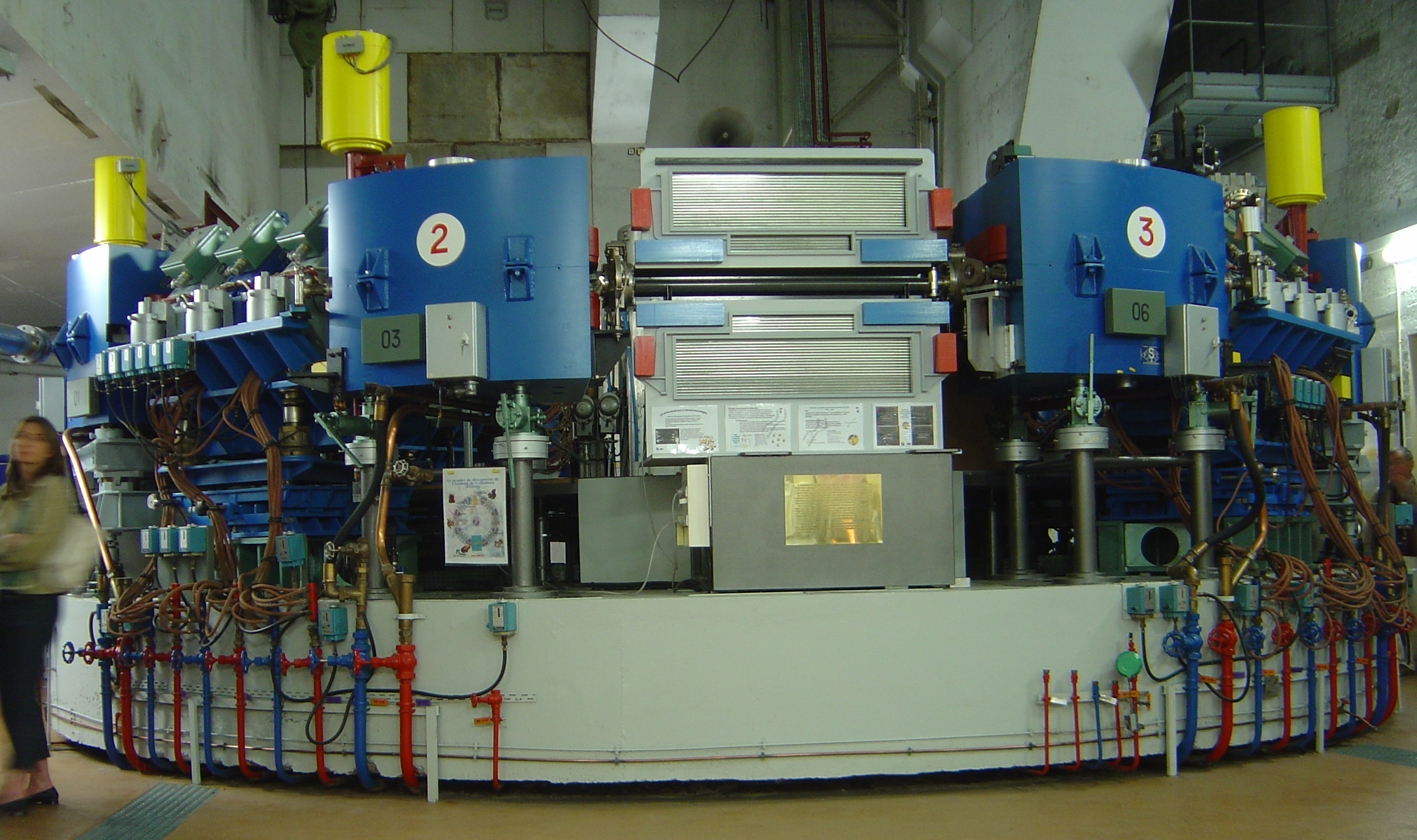
Anneau de collisions d'Orsay.
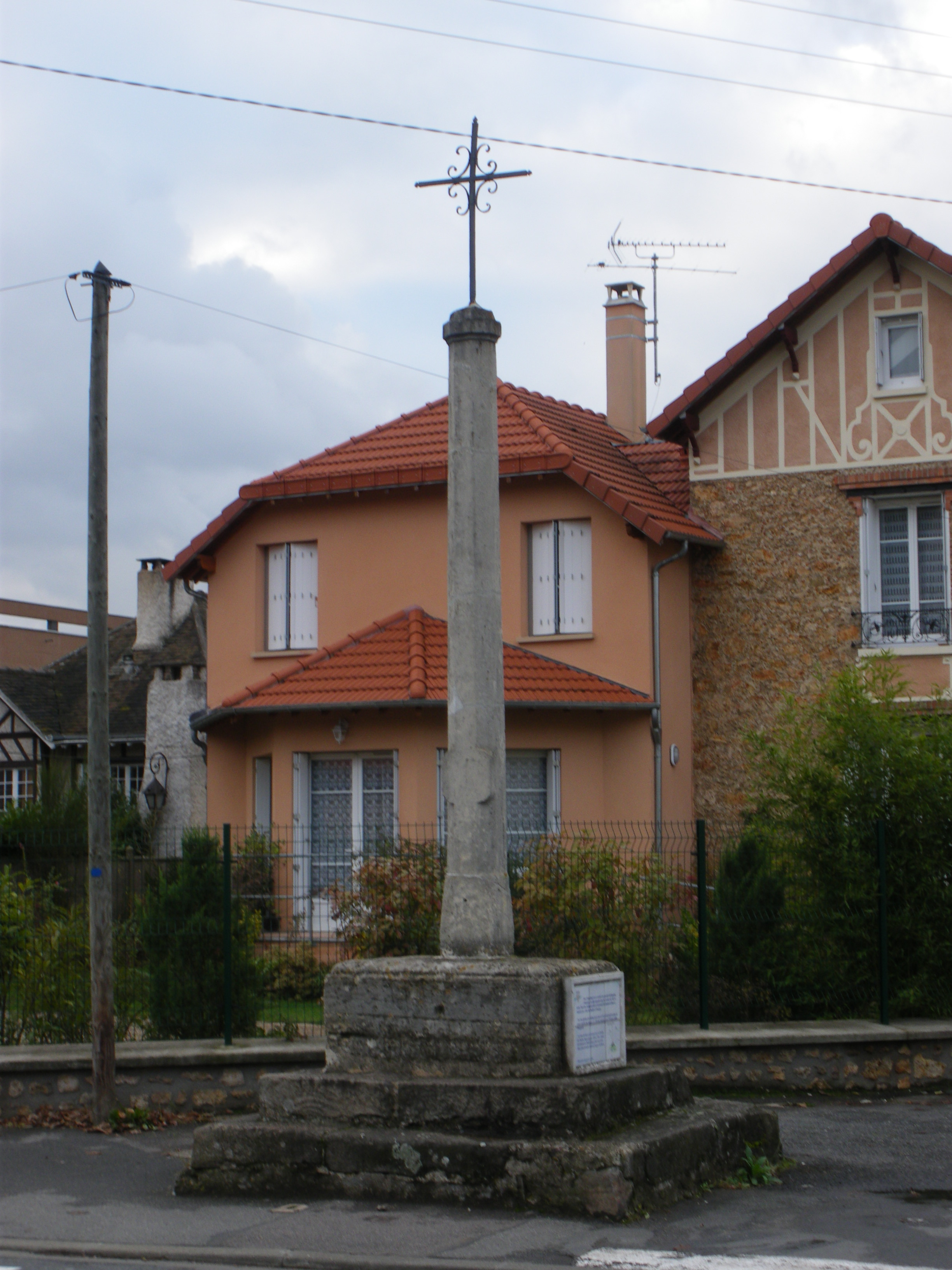
La Croix de Bures.
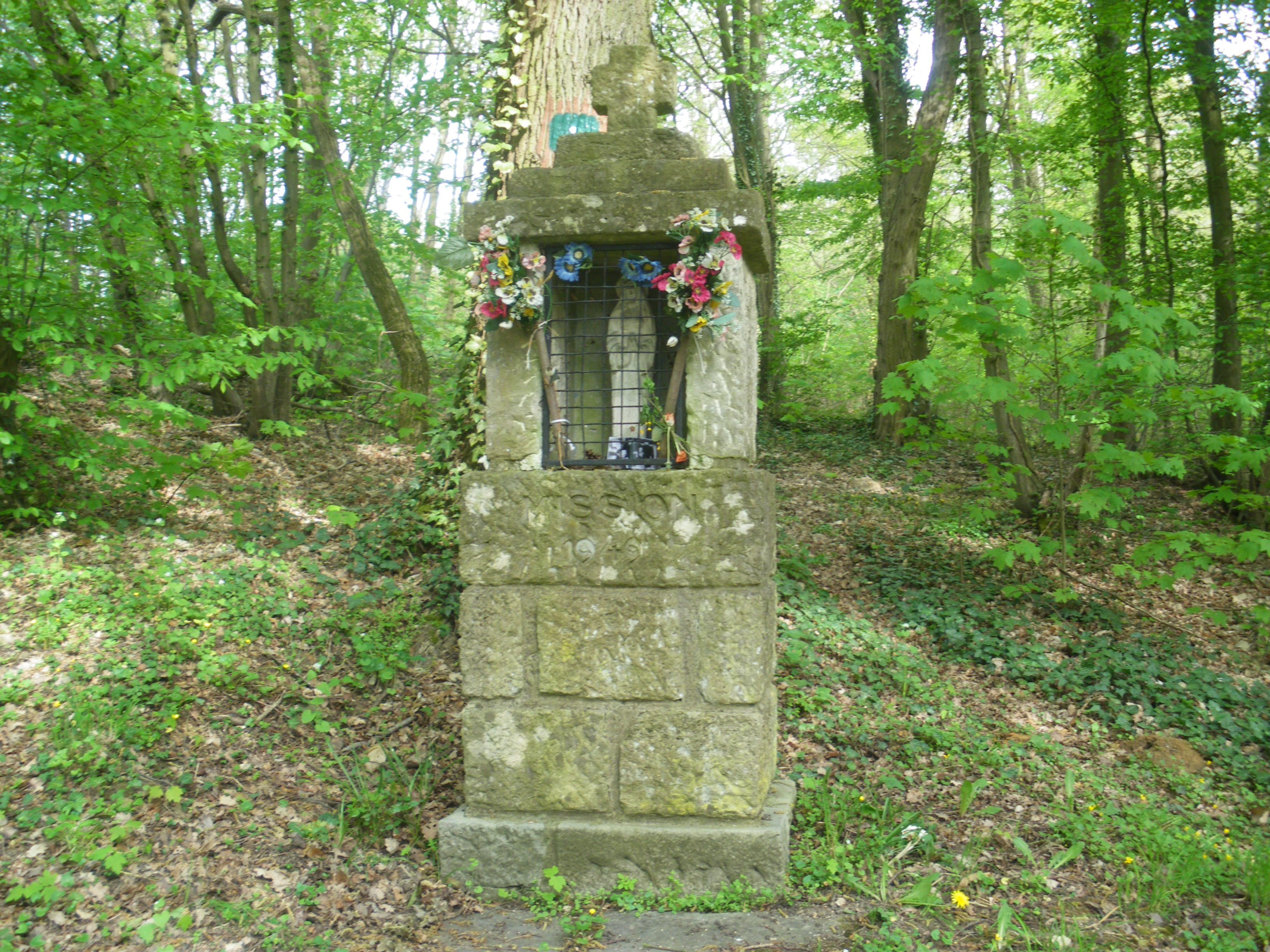
La statue de la Vierge, proche de la rue du même nom.

### Personnalités liées à la commune
Différents personnages publics sont nés, décédés ou ont vécu à Bures-sur-Yvette :
- Guillaume Ier de Bures (?-1142), prince de Galilée et de Tibérias à partir de 1119 était le seigneur du lieu.
- Elinard de Bures (?-?), noble croisé en était le seigneur.
- Guillaume II de Bures (?-?), noble croisé en était le seigneur.
- Antoine Sanguin de Meudon (1502-1559), grand aumônier de France et archevêque de Toulouse était seigneur de Bures.

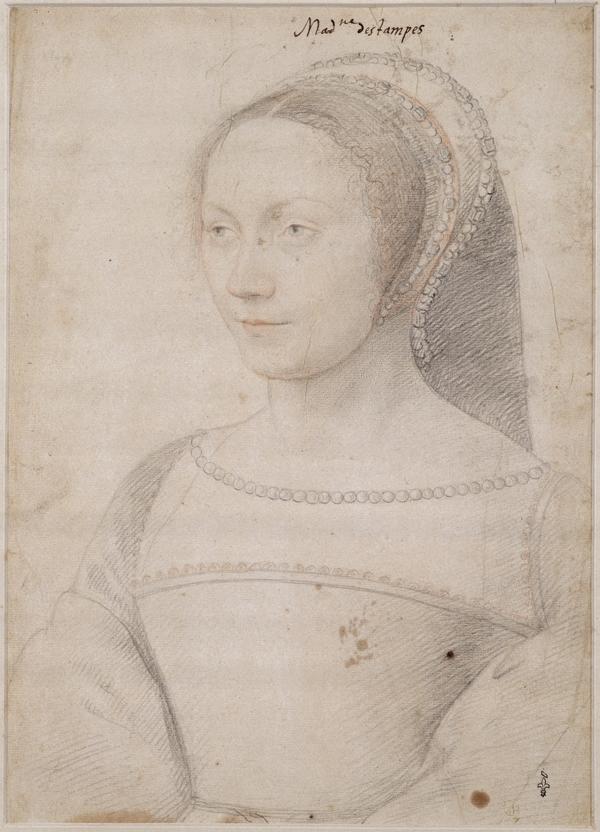
Anne de Pisseuleu, dame de Bures.

- Anne de Pisseleu (v. 1508-1575), duchesse d’Étampes et favorite de François Ier était dame de Bures.
- Pierre Fauchard (v. 1678-1761), père de l’odontologie moderne, y vécut.
- Antoine Louis Rouillé (1689-1761), ministre de la Marine de Louis XV y vécut.
- Jean-Jacques Lefranc de Pompignan (1709-1784), poète y vécut.
- Louis Adrien Le Paige (1712-1802), avocat et journaliste janséniste y vécut.
- Jacques Maritain (1882-1973), philosophe y séjourna.
- Jean Lumière (1895-1979), chanteur y vécut.
- Irena Krzywicka (1899-1994), écrivaine et féministe polonaise, y vécut et y est morte.
- Léon Motchane (1900-1990), mathématicien et homme d’affaires y fonda l’Ihés.
- Alfred Kastler (1902-1984), physicien et prix Nobel de physique en 1966 y est inhumé.
- Rémy Chauvin (1913-2009), biologiste et entomologiste y enseigna.
- Louis Michel (1923-1999), physicien mathématicien y enseigna et y est mort.
- Pierre Székely (1923-2002) et sa femme Vera Székely (1919-1994), artistes hongrois, y eurent leur premier atelier de 1950 à 1955 dans le garage de leur pavillon[125].
- René Thom (1923-2002), fondateur de la théorie des catastrophes, médaille Fields, y vécut et y est mort.
- Alexandre Grothendieck (1928-2014), mathématicien y a enseigné.
- Michel Rambaut (1929-2009), physicien français, y vécut et y est inhumé[126]
- Hubert Reeves (1932-2023), astrophysicien, vulgarisateur scientifique, y a vécu de 1969 à 1976.
- Oscar E Lanford III (1940-2013), mathématicien américain y a enseigné.
- Mikhaïl Gromov (1943-), mathématicien y enseigne.
- Pierre Deligne (1944-), mathématicien belge y étudia.
- Alain Connes (1947-), mathématicien y enseigne.
- Vincent Grass (1949-), acteur y vit.
- Jean Bourgain (1954-2018), mathématicien belge y a enseigné.
- Benjamin Lamarche (1961-), danseur et chorégraphe français de danse contemporaine, y est né.
- Maxime Kontsevitch (1964-), mathématicien russe y enseigne.
- Laurent Lafforgue (1966-), mathématicien y a enseigné.
- Michel Leclerc, réalisateur de cinéma y est né.
- Christophe Beaugrand (1977-), animateur de télévision y vit.

### Héraldique et logotype
| Blason de Bures-sur-Yvette | Blason  | D’or aux six annelets de gueules ordonnés trois, deux et un. |
| Blason de Bures-sur-Yvette | Détails | Il s’agit des armoiries attribuées à Guillaume et à Godefroy de Bures. À l’époque de ces deux croisés, les armoiries n’existaient pas encore et ces armoiries leur ont été attribuées au XIXe siècle sous le règne du roi Louis-Philippe lors de la réalisation des salles des Croisades à Versailles. Ces armes ont été proposées par la commission héraldique de Seine-et-Oise au cours de sa réunion du 15 octobre 1943.                                                                                          |
| Blason de Bures-sur-Yvette | Alias   | Logo Le logotype de Bures-sur-Yvette reprend le dessin du blason, les annelets sont transformés en cellules hexagonales, celles formées ingénieusement par les abeilles qui ont passionné les scientifiques buressois du laboratoire apicole de l’Inra. Leur précision mathématique nous rappelle également que la ville accueille un des grands centres de recherche en sciences théoriques, l’Ihés. Le ruban bleu se rapporte au principal cours d’eau qui a donné son nom définitif à la ville en 1927, l’Yvette. |

### Bures-sur-Yvette dans les arts et la culture
- L’eau de la fontaine de la Hacquinière aurait des propriétés miraculeuses. Rendue célèbre en 1620, elle était réputée à l’époque guérir les fièvres, la cécité, la pierre et la gravelle, la teigne. Elle était le lieu de processions chaque lundi de Pentecôte[128].
- Certaines scènes des films français Télé Gaucho (2012) et Les Goûts et les Couleurs (2022) de Michel Leclerc, se déroulent à Bures-sur-Yvette, sa ville natale. Dans le dernier cité, le personnage d'Anthony, joué par Félix Moati, y surnomme humoristiquement la ville « Ivre-sur-Buvette » sous forme d'anagramme.
- Plusieurs scènes en flashback, du dernier épisode de Fais pas ci, fais pas ça (diffusé pour la première fois le 22 février 2017) se déroulent à Bures-sur-Yvette le soir de l'élection de François Mitterrand, le 10 mai 1981.